# Milan
Pour les articles homonymes, voir Milan (homonymie) et Milano (homonymie).
 (octobre 2019).
Milan (prononcé en français : /milɑ̃/  ; en italien : Milano /miˈlaːno/, du latin Mediolanum ; en lombard : Milan /miˈlãː/) est une ville d'Italie située au nord du pays, à proximité des Alpes. Chef-lieu de la région Lombardie, située au milieu de la plaine du Pô, la commune de Milan compte 1 373 410 habitants en 2022, ce qui en fait la deuxième ville d'Italie en nombre d'habitants. La ville métropolitaine de Milan compte 3 861 873 habitants en 2019. Elle constitue toutefois la plus grande aire urbaine du pays, avec ses 8 288 000 habitants en juin 2022. Région dynamique et densément peuplée, cœur industriel et poumon financier de l'Italie, elle représente la partie méridionale de la dorsale européenne, aussi appelée « Banane bleue ».
La fondation de la ville est incertaine. Conquise par les Romains en 222 av. J.-C. et sera la capitale de l'Empire romain d'Occident pendant un siècle, de 286 à 402. Elle devient durant les siècles suivants un lieu majeur du christianisme, gouvernée par des comtes puis par la famille Visconti, qui en font l'une des places financières les plus importantes du Moyen Âge. De 1395 à 1796, la ville forme le duché de Milan, fief du Saint-Empire romain germanique successivement sous la domination de la France, des Habsbourg d'Espagne et de l'Autriche, avant de rejoindre en 1859 le royaume d'Italie. Au début du XXe siècle, Milan devient la principale pointe du triangle industriel (les deux autres étant Turin et Gênes) et est à l'avant-garde du processus de consolidation de la jeune nation italienne. En grande partie dévastée durant la Seconde Guerre mondiale, en raison de l'occupation nazie, la ville devient le centre de la Résistance italienne. De l'après-guerre à aujourd'hui, Milan connaît une explosion démographique et économique, attirant de nombreux travailleurs du sud de l'Italie ainsi que des étrangers, faisant d'elle l'une des villes les plus cosmopolites du pays.
Milan est considérée comme le cœur industriel, commercial, financier et universitaire de l'Italie. Siège de la Bourse italienne, elle représente un grand pôle d'attraction pour les sièges d'entreprises, notamment dans le secteur de la mode et du design, dont Milan est l'une des capitales mondiales – elle accueille notamment l'une des principales Semaine de la mode et le Salon international du meuble. Elle accueille aussi par ailleurs 185 000 étudiants – soit 11 % des étudiants en Italie –, dans des établissements tels que la prestigieuse université Bocconi. Enfin, Milan est le lieu de résidence de deux grands clubs de football européens : l'AC Milan et l'Inter Milan.
Destination touristique de premier plan, avec près de deux millions de touristes chaque année, elle abrite un patrimoine culturel important composé de places (la Piazza del Duomo, la Piazza Mercanti), de palais construits à la Renaissance (Palais royal de Milan, Palazzo della Ragione, Casa Panigarola), de son célèbre opéra (La Scala) et de nombreux musées. Le château des Sforza, à proximité du Parco Sempione, en accueille plusieurs. Ces bâtiments anciens en côtoient de plus récents, comme la Galleria Vittorio Emanuele II ou la tour Pirelli.
Milan a accueilli l'Exposition universelle de 2015 et organisera les Jeux olympiques d'hiver de 2026 avec Cortina d'Ampezzo.

## Géographie

### Situation
Milan est située à 126 km à l'est-nord-est de Turin, à 479 km au nord-nord-ouest de Rome, à 640 km à l'est-sud-est de Paris et à 658 km au nord-ouest de Naples. La ville est implantée dans une zone de plaine, dans la partie occidentale de la Lombardie. Elle est située en plein milieu d'une zone marécageuse (la « Bassa ») et est installée sur une avancée de terre sèche. La métropole est irriguée par de petites rivières en partie souterraines, le Lambro, l'Olona, le Seveso, et par plusieurs canaux, Naviglio Grande, Naviglio Pavese, Martesana. Elle se trouve à 25 km à l'est du Tessin (Ticino), à 25 km à l'ouest de l'Adda, à 35 km au nord du Pô et à 50 km au sud du lac de Côme et de la frontière suisse.
Milan est au carrefour de plusieurs voies de communication d'importance régionale, nationale et internationale : elle est reliée à Turin, à Gênes, à l'axe de l'Émilie-Romagne (l'ancienne voie romaine Via Emilia), à l'axe Brescia-Vénétie, à Bergame et aux vallées orobiques, aux traversées alpines par la Valteline et le Tyrol (Val Venosta), par la Valteline et les Grisons (Engadine et haute vallée du Rhin), au Tessin et aux Grisons (Saint-Gothard et cols du San Bernardino et du Lukmanier débouchant sur les hautes vallées du Rhin), en Vallée d'Aoste et en Valais (cols du Grand-Saint-Bernard et du Simplon débouchant sur la vallée du Rhône). Cette position, associée à la fertilité de son territoire, est le principal facteur qui explique son histoire et son rôle tant à l'égard de la nation italienne que des pays transalpins.

### Climat

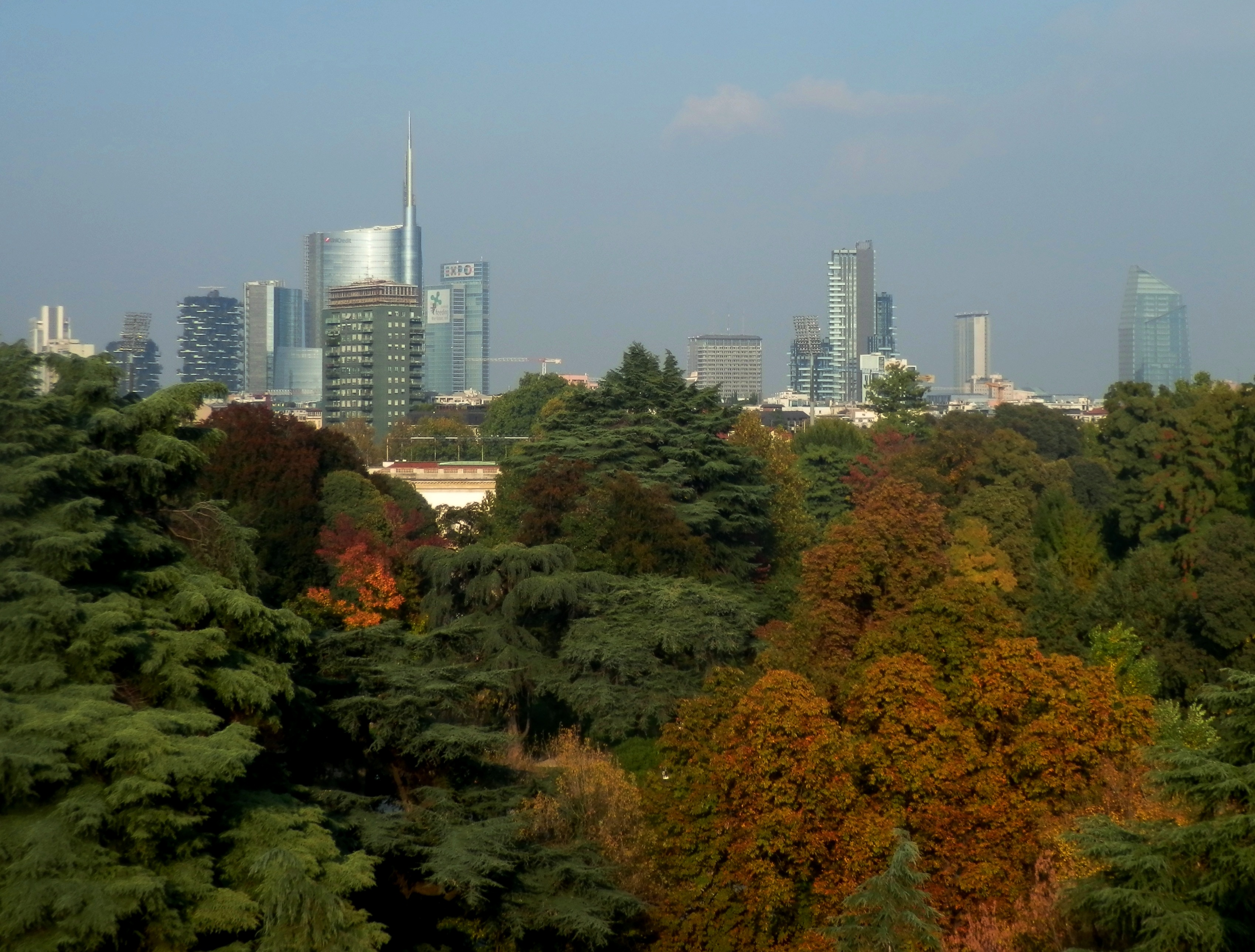
Milan, le Parco Sempione en octobre.

Le climat de Milan est de type continental humide à été chaud (Köppen : Cfa), avec des étés chauds et humides et des hivers modérément froids et potentiellement neigeux. D'épaisses couches de brouillard (nebbia) peuvent recouvrir la ville et ses alentours, surtout au sud de la ville, durant les mois d'octobre à février. Toutefois, la douceur printanière revient plus rapidement qu'au nord des Alpes grâce à la barrière naturelle du massif alpin, formant un mur naturel contre les courants nord-atlantiques. La pluie est présente toute l'année mais est particulièrement marquée lors des orages d'été, ainsi que lors de perturbations d'origine méditerranéenne en automne.
Ci-dessous le relevé, basé sur les observations de l'Aéronautique Militaire italienne de 1991 à 2020, de la station météorologique de l'aéroport de Milan-Linate, situé 8 km au sud-est du centre-ville. Il est important de considérer que les températures de l'aéroport de Linate, particulièrement les minimales, sont inférieures à celles du centre de Milan à cause de l'îlot de chaleur urbain, phénomène dont cette ville est notoirement affectée à cause de la densité de population, de la basse albédo des surfaces et de l'absence de ventilation ; dans certains cas, surtout durant des nuits hivernales avec ciel serein et sans vent, il est même possible de relever des différences de plus de 6 °C entre le centre de Milan et la campagne immédiatement en dehors de la ville, tandis que les températures moyennes maximales automnales et hivernales sont plus basses au sud de la ville, par exemple à l'aéroport de Linate, à cause d'une majeure fréquence de jours de brouillard.
| Mois                              | jan. | fév. | mars | avril | mai  | juin | jui. | août | sep. | oct.  | nov. | déc. | année |
| --------------------------------- | ---- | ---- | ---- | ----- | ---- | ---- | ---- | ---- | ---- | ----- | ---- | ---- | ----- |
| Température minimale moyenne (°C) | −0,4 | 0,6  | 4,5  | 8,4   | 13,1 | 17,3 | 19,3 | 19   | 14,8 | 10,4  | 5,3  | 0,6  | 9,4   |
| Température moyenne (°C)          | 3,5  | 5,5  | 10   | 13,9  | 18,7 | 22,8 | 25   | 24,7 | 20,1 | 14,7  | 8,9  | 4,1  | 14,3  |
| Température maximale moyenne (°C) | 7,4  | 10,3 | 15,5 | 19,3  | 24,2 | 28,3 | 30,7 | 30,3 | 25,3 | 19    | 12,4 | 7,6  | 19,2  |
| Précipitations (mm)               | 58,7 | 49,2 | 65   | 75,5  | 95,5 | 66,7 | 66,8 | 88,8 | 93,1 | 122,4 | 76,7 | 61,7 | 920,1 |
| Humidité relative (%)             | 86   | 78   | 71   | 75    | 72   | 71   | 71   | 72   | 74   | 81    | 85   | 86   | 77    |

### Environnement
Selon les chiffres communiqués en 2016 par l'Agence européenne pour l'environnement, la moyenne annuelle de concentration de particules en suspension atteint 29 µg/m3 à Milan, alors que la limite européenne autorisée est de 25. La ville est en outre fortement polluée à l'ozone et au dioxyde d'azote, ce dernier, de 67 µg/m3, dépasse largement la moyenne annuelle limite fixée à 40 µg/m3.

## Emblèmes et symboles

### Emblème
Les armes de la Commune de Milan sont d'argent à croix de gueules ; le blason est couronné d'une muraille fortifiée d'or et de sable. Le support fait de deux branches de laurier de sinople, liée par un ruban tricolore.
Le symbole naît au début du XIe siècle de la fusion de l'enseigne de la noblesse, de couleur rouge, avec celle du peuple, de couleur blanche.
En mars 1167, avec le serment de Pontida, se constitua entre les principales villes du nord de l’Italie la Ligue Lombarde, dans le but de combattre l’empereur Frédéric Barberousse et conquérir l'indépendance. La Ligue adopta comme symbole l'emblème de Milan. En 1176, à la triomphale bataille de Legnano, l'emblème fut hissé sur le carroccio. De cet instant, l'emblème milanais devint symbole d'autorité et d'autonomie, et beaucoup de villes du Nord de l'Italie l'adoptèrent.
La croix est considérée un symbole d'Ambroise, saint patron de la ville ; mais il est très facile de la confondre avec une croix de saint Georges.

### Autres symboles

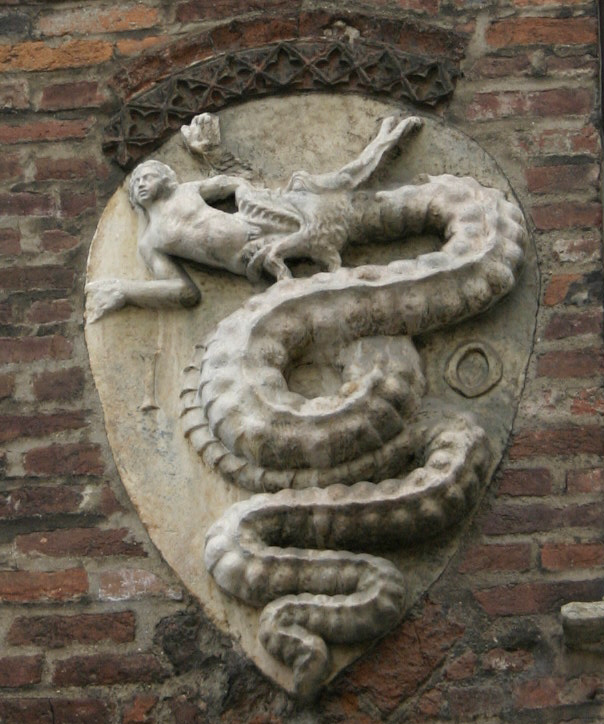
La Vouivre (Biscione en italien), un des symboles de la cité de Milan.

Le premier symbole de la ville est un animal lié à une étymologie fantaisiste du nom Mediolanum et à l'histoire de la fondation de la ville : la « laie mi-poilue ». La légende de la fondation de Milan veut que le Celte Bellovesos décida de construire une ville à l’endroit où il trouva l'animal magique que la déesse Belisama lui révéla dans un rêve. La sculpture de cette « laie semi-poilue » se trouve sur un bas-relief du Palazzo della Ragione (dans l’Antiquité, bâtiment de l’administration publique sur la place marchande de Milan).
Le euxième est un biscione (la bissa en milanais, traduction de vipère ou serpent, équivalent de la vouivre), qui dévore un enfant ou un homme, est le symbole de la maison Visconti, et par conséquent celui de la ville de Milan. C’est le symbole de la puissance et éternité de la lignée, mais il est aussi le symbole du mal, et pour cette raison il n’est jamais choisi en héraldique.
Ce symbole a été inséré dans le logo de l'Alfa Romeo, en outre « la vipère » est un des symboles de l’Inter Milan, l'autre équipe de football principale de Milan. En 1978, ce symbole, avec un homme se faisant dévorer dans sa bouche, est devenu l’emblème de la société Fininvest, de S. Berlusconi.

## Histoire

### Origines
Selon une tradition légendaire rapportée par Caton l'Ancien, Milan aurait été fondée par Medo et Olano, deux commandants étrusques lors de l’extension de cette civilisation dans la vallée du Pô, pour fonder l'Étrurie padane. Pline l'Ancien, dans Naturalis historia, attribue génériquement la fondation de la ville aux Celtes sans entrer dans les détails. D'autres historiens antiques, parmi lesquels Strabon et Polybe, précisent que Milan a été fondée par la tribu celte des Insubres, une tribu probablement autochtone qui faisait partie de la culture de Golasecca. D'après Tite-Live, ce sont les Bituriges, emmenés par Bellovesos, neveu du roi mythique Ambigatos, aidés par des Arvernes, des Éduens, des Ambarres, des Carnutes et des Aulerques, qui fondent la ville sur les terres des Insubres.

### Milan romain

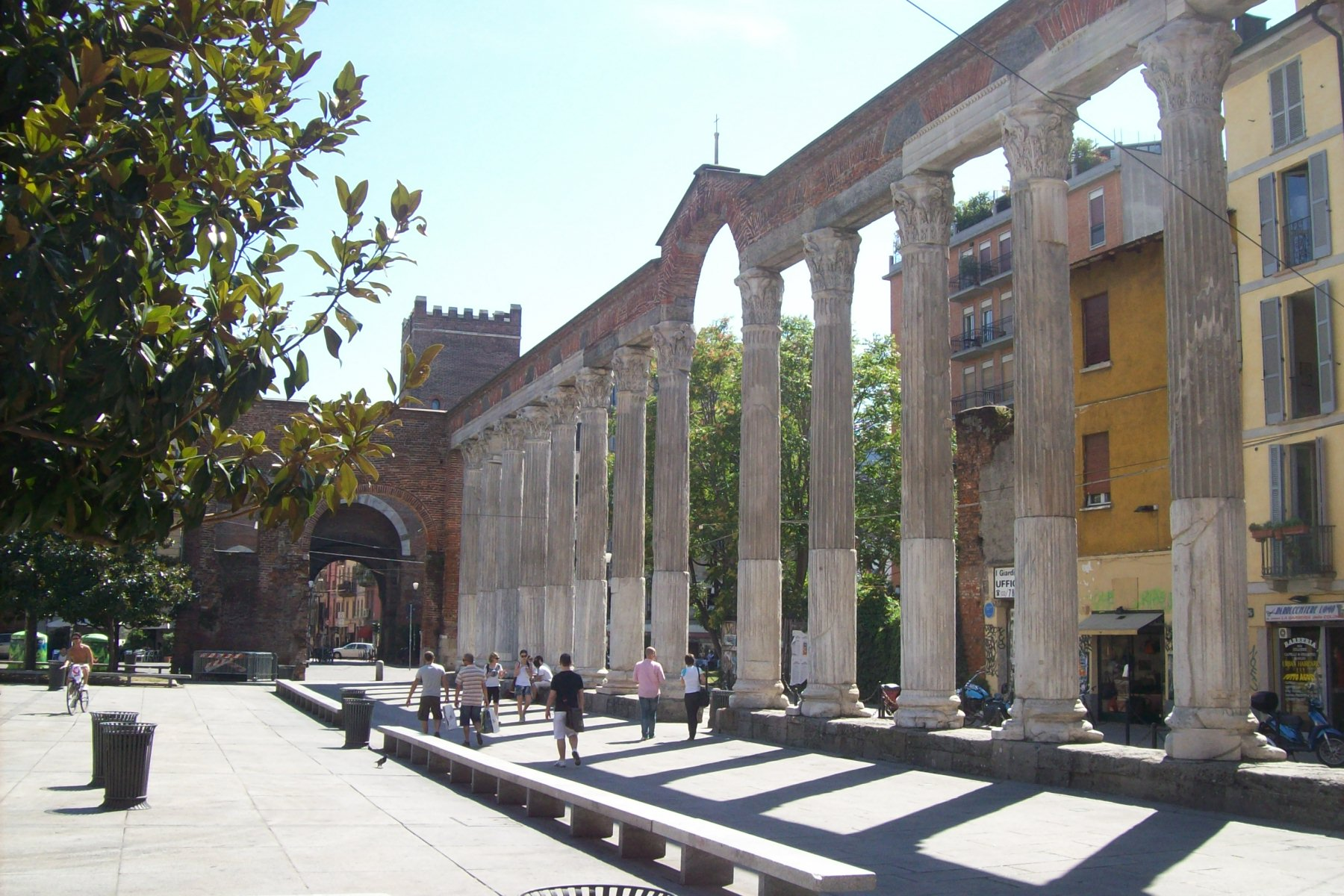
Colonne di San Lorenzo.

Après avoir été la plus importante ville des Celtes Insubres, Milan est conquise en 222 av. J.-C. par les Romains, à la suite d'un âpre siège des consuls romains Cnaeus Cornelius Scipio Calvus (oncle de Scipion l'Africain) et Marcus Claudius Marcellus. La conquête est contrariée par l'arrivée d'Hannibal auquel la population locale doit s'allier. C'est seulement dans les premières années du IIe siècle av. J.-C. que les Insubres sont assujettis à la domination romaine. Les Romains nous ont transmis le nom de la ville sous la forme Mediolanum (« au milieu de la plaine » ou « plein-centre (lieu sacré) »), toponyme celtique fréquent (cf. Meillant, Meulan, etc.) La légende raconte qu'à l'arrivée des Romains, les Insubres prélevèrent les enseignes dorées placées dans le temple de Minerve, pour les emporter en lieu sûr, en montagne.
Après la conquête définitive, la romanisation des Insubres s'avéra profonde et relativement rapide : en 89 av. J.-C. les habitants de la région obtiennent la citoyenneté latine (Lex Pompeia) et finalement en 49 av. J.-C. la pleine citoyenneté romaine (Lex Roscia). L'importance militaire, politique et économique permet à la ville de Milan de recevoir le titre de municipalité puis de colonie romaine.
En 286, l'empereur Dioclétien divise l'Empire en deux parties ; la capitale de l'Empire romain d'Occident est déplacée à Milan, celle d'Orient à Nicomédie. Maximien édifie un grand cirque (ou hippodrome, 470 × 85 m), les « thermae erculee » (bains). Depuis le Ier siècle, Milan possède un grand amphithéâtre (155 × 125 m), le troisième du monde antique, après le Colisée de Rome et celui de Capoue. En 401, les Wisigoths assiègent la ville sans succès. Officiellement, la cour impériale reste à Milan jusqu'en 402, quand la capitale de l'Empire d'Occident est transférée à Ravenne.
L'empereur Constantin Ier y promulgue l'édit de Milan (313) qui légalise le culte chrétien. Avec saint Ambroise, Milan devient un des centres les plus importants du christianisme. L'empereur Théodose Ier est obligé à la pénitence, la tête couverte de cendre, en dehors de l'église. Après cette humiliation, Théodose prendra des mesures contre les païens.
En 333, l'anonyme de Bordeaux y fit une halte sur la route de Jérusalem et nota sur son itinéraire : Civitas Mediolanum. L'importance de cette ville pour les chrétiens est attestée par son choix comme fin de tronçon comme Arelate ou plus loin Aquilée et Sirmium.

### Milan médiéval

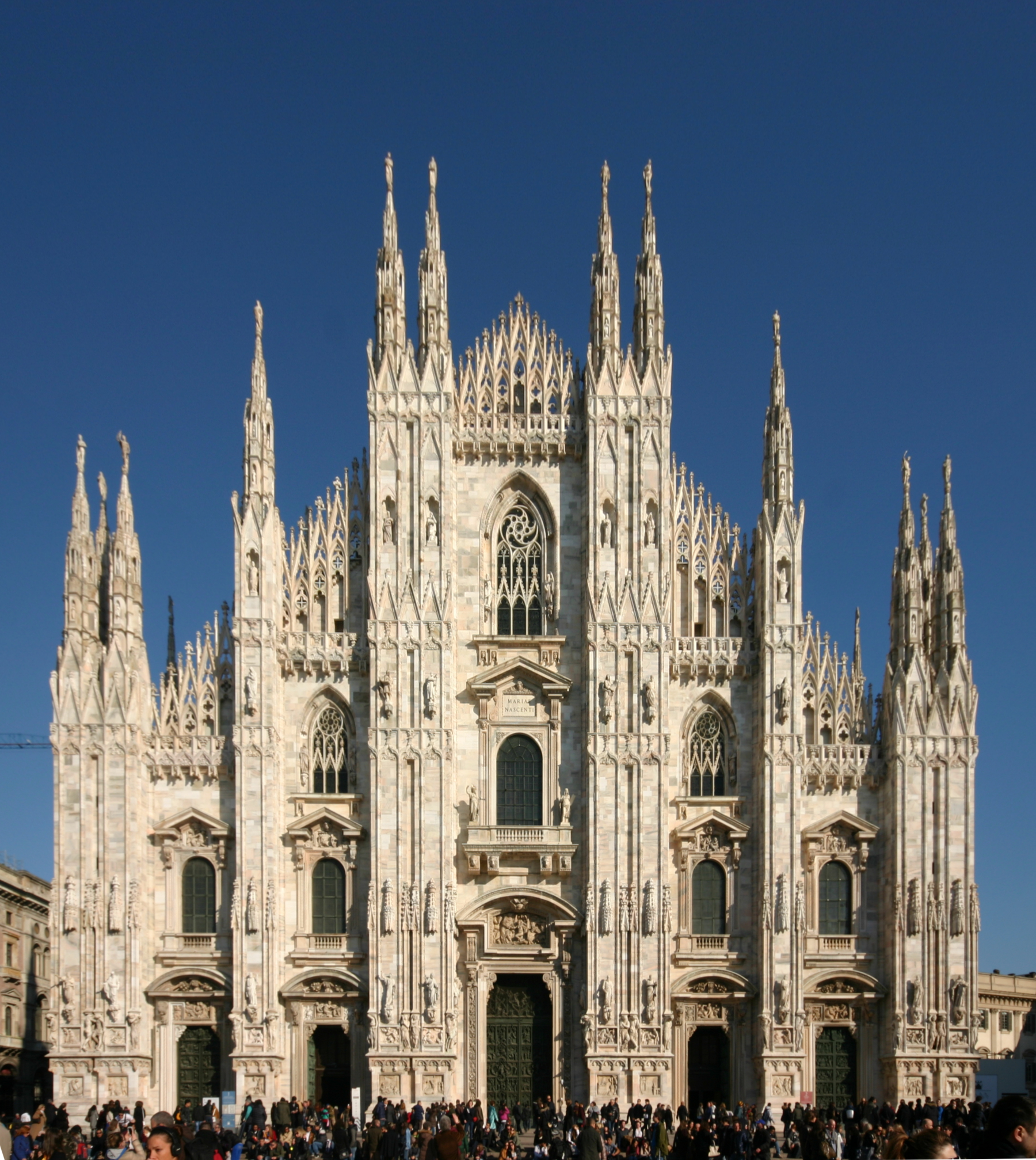
Cathédrale de Milan.

Au Moyen Âge, Milan est dirigée par des comtes (840-979) des Comtes-archevêques (979-1101) puis des Consuls ou des Podestats impériaux. À l'époque moderne, Milan est la capitale d'un duché tenu d'abord par la famille Visconti, dont le nom figure sur les remparts du château des Sforza. La dynastie tient la ville de 1263 jusqu'en 1447, puis elle cède la place à la famille Sforza après le bref intermède de gouvernement populaire de la République ambrosienne (1447-1450).
Sous les Visconti, la population croît largement, dépassant l'ancienne enceinte communale. Des canaux permettent de faire venir des marchandises et d'actionner les moulins utilisés par les artisans. Sous le règne de Philippe Marie, tous les offices et magistratures se sont installés dans la cité qui accueille les grandes cérémonies et les hôtes de prestige. Si la ville jouit de privilèges économiques et fiscaux, elle demeure privée d'une classe politique citadine, à la différence des républiques de Florence ou de Venise. Au début du XIIIe siècle, Azzone fait construire sur l'ancienne place des assemblées communales l'Arengo, palais somptueux flanqué d'une chapelle et doté d'un campanile. Giotto est appelé pour le décorer et y peint une fresque des Hommes célèbres, aujourd'hui disparue. La politique édilitaire des Visconti se fixe sur le chantier de la cathédrale dont l'idée de la reconstruction vient des élites urbaines qui contrôlent sa fabrique.
La République ambrosienne doit faire face à l'hostilité des autres cités du duché qui n'acceptent pas la domination de Milan et veulent retrouver leur liberté. Les Milanais sont partagés et n'ont guère d'expérience dans la conduite des affaires. Les troupes divisées ne peuvent pas faire face efficacement à un des meilleurs condottieres de l'époque, Francesco Sforza, qui revendique l'héritage des Visconti, soutenu par Venise et Florence.
Les rois de France (Valois-Orléans), revendiquant des droits dynastiques sur le duché de Milan, participent aux guerres d'Italie à la Renaissance. En 1535, à la mort de François II Sforza, dernier duc de Milan, la ville passe aux mains des Espagnols de Charles Quint, puis est conquise par les Autrichiens en 1713 avant de faire partie de la République cisalpine sous Napoléon Bonaparte. En 1859, Victor-Emmanuel II, roi de Sardaigne, qui deviendra par la suite roi d'Italie, s'empare du Milanais.

### Milan italien

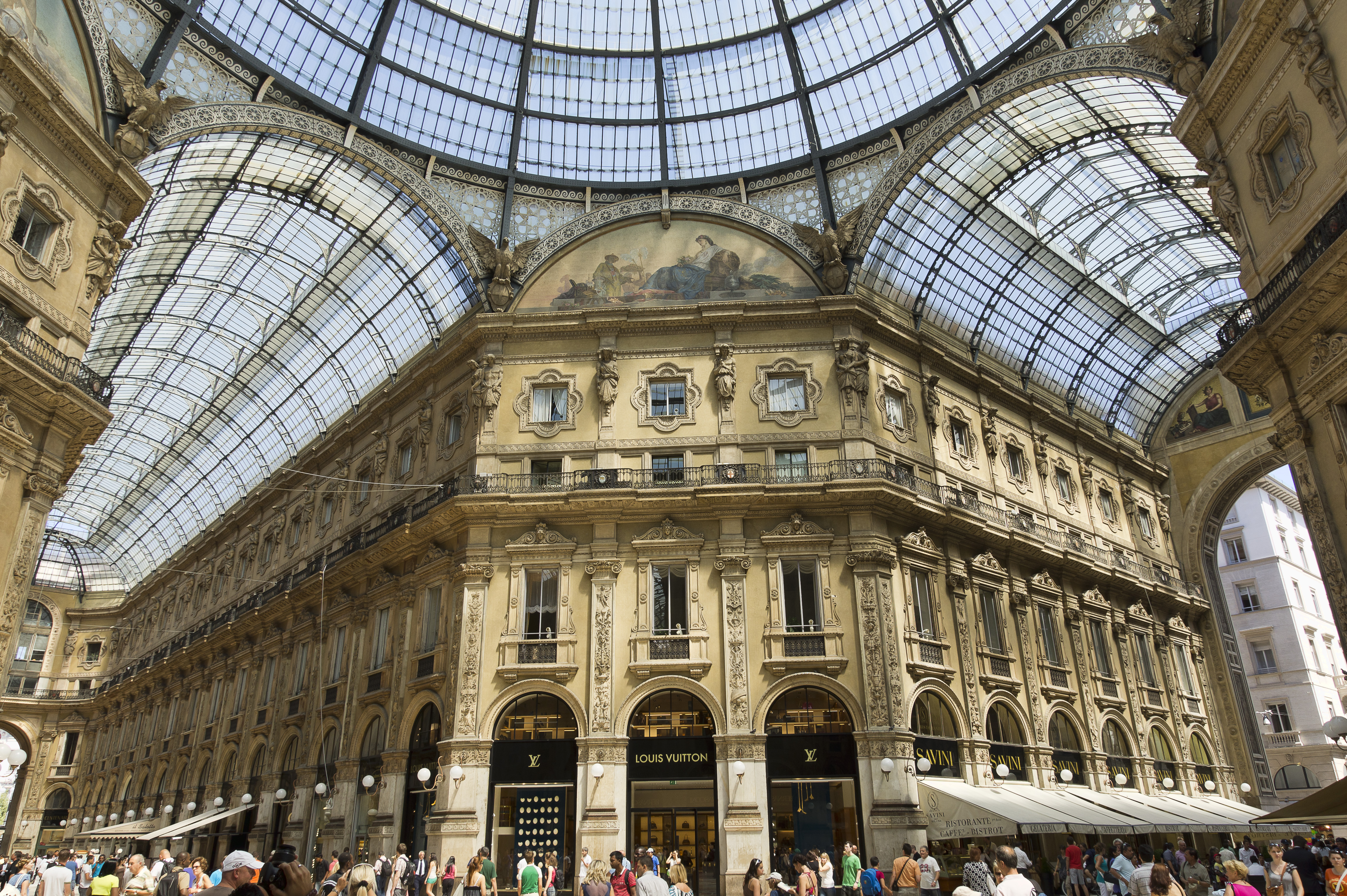
Galleria Vittorio Emanuele II.

L'unification politique de l'Italie a renforcé la domination commerciale de Milan sur le nord de l'Italie. Cela a également entraîné une série de travaux de construction ferroviaire commencés sous le patronage de l'Autriche (Venise – Milan ; Milan – Monza), qui ont fait de Milan la plaque tournante ferroviaire du nord de l'Italie. Par la suite, avec l'ouverture des tunnels ferroviaires du Gothard (1881) et du Simplon (1906), Milan devint le principal centre ferroviaire sud-européen pour les mouvements d'affaires et de passagers, par exemple : le Simplon Orient Express. L'industrialisation rapide et l’expansion du marché placent Milan au centre de la première région industrielle d’Italie, notamment grâce aux vastes carrières de pierre qui ont largement contribué à la pollution atmosphérique actuelle de la région. Dans les années 1890, Milan est secouée par le massacre de Bava-Beccaris, une émeute liée à un taux d'inflation élevé. Parallèlement, alors que les banques milanaises dominaient la sphère financière italienne, la ville devenait le premier centre financier du pays.
En 1919, les Faisceaux italiens de combat de Benito Mussolini se rassemblent pour la première fois sur la Piazza San Sepolcro et commencent ensuite leur marche sur Rome. Pendant la Seconde Guerre mondiale, Milan subit d'importants dégâts à la suite des bombardements des Alliés. Lorsque le gouvernement italien se rend en 1943, les forces allemandes occupent la majeure partie du nord de l'Italie jusqu'en 1945. En conséquence, des groupes de résistance se forment. À la fin de la guerre, la 1re Division blindée américaine s'avance vers Milan - mais avant leur arrivée, la résistance s'empare du contrôle de la ville. Les dépouilles de Mussolini, de Clara Petacci et de seize autres personnes sont transportées dans la ville. On les pend par les pieds à la balustrade d'un distributeur d'essence sur la place Piazzale Loreto où, l'année précédente, quinze partisans ont été fusillés et exposés en représailles d'un attentat contre les Allemands.
Durant le boom économique de l'après-guerre, une importante vague de migration interne (en particulier des zones rurales du sud de l'Italie) se déplace à Milan. La population passe de 1,3 million en 1951 à 1,7 million de personnes en 1967. Au cours de cette période, Milan a été en grande partie reconstruite avec la construction de plusieurs gratte-ciel modernistes, tels que la Torre Velasca et la Tour Pirelli. La prospérité économique est toutefois éclipsée à la fin des années 1960 et au début des années 1970 au cours de la période dite des « années de plomb », lorsque Milan est témoin d'une vague sans précédent de violence dans les rues, de grèves et de terrorisme politique. Le point culminant de cette période de troubles survient le 12 décembre 1969, avec l'attentat de la piazza Fontana, lorsqu'une bombe explose à la Banque nationale agraire, faisant 16 morts et 88 blessés.
Dans les années 1980, avec le succès international des maisons milanaises (comme Armani, Versace et Dolce & Gabbana), Milan est devenue l'une des capitales de la mode dans le monde. La ville a également connu une hausse marquée du tourisme international, notamment en provenance d’Amérique et du Japon, alors que la bourse a augmenté sa capitalisation boursière de plus de cinq fois.
Cependant, entre 1986 et 1991, plusieurs scandales de malversations impliquant des élus et des promoteurs immobiliers aboutissent à l'arrestation d'entrepreneurs proches de la municipalité et l'accusation de dirigeants socialistes et communistes locaux. En 1992, Milan est le point de départ de Tangentopoli, un scandale politique dans lequel de nombreux hommes politiques et hommes d'affaires ont été jugés pour corruption. La ville a également été touchée par une grave crise financière et une baisse constante de la production de textiles, de l'automobile et de l'acier.

### XXIesiècle

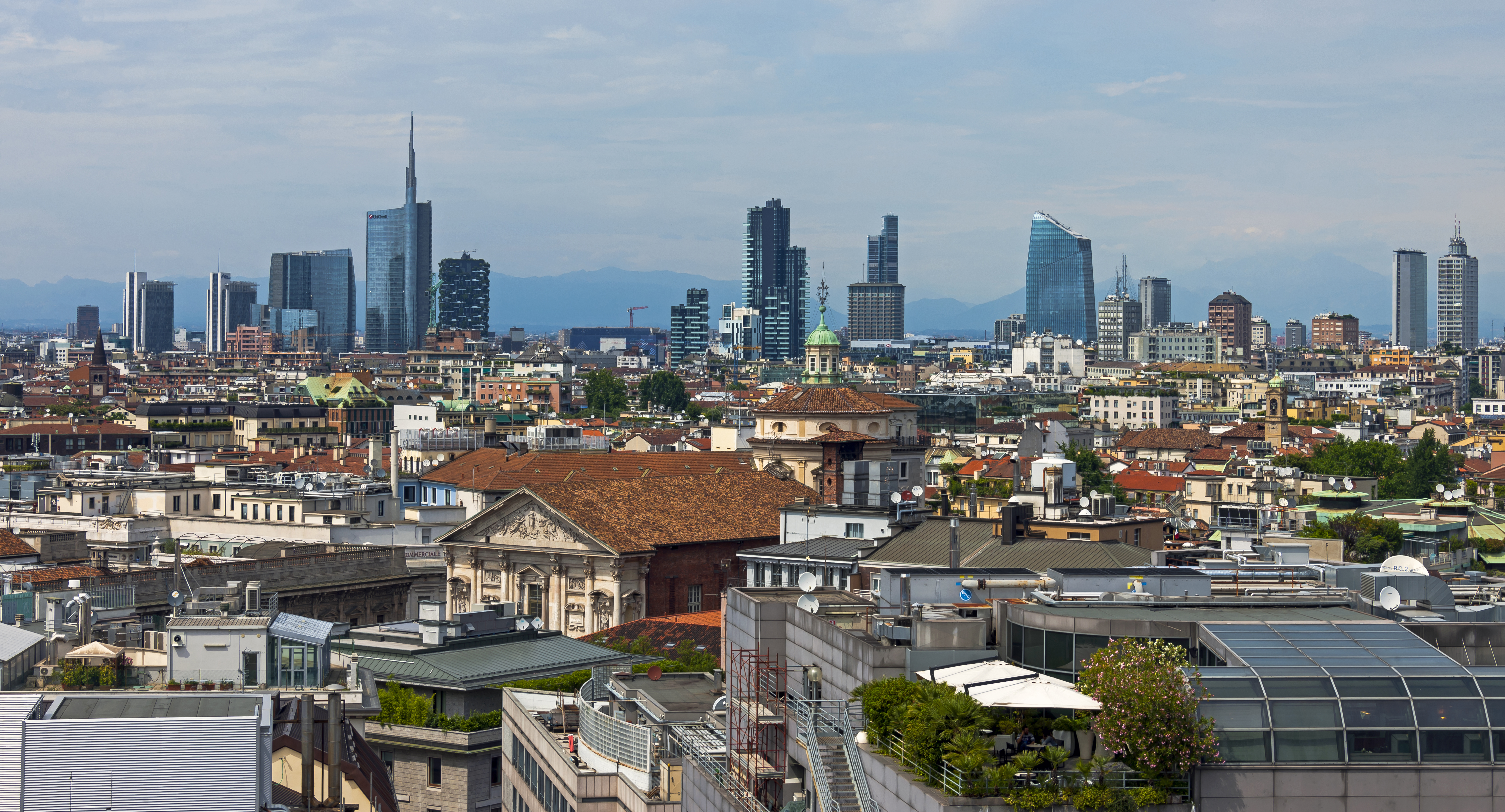
Les gratte-ciel de Milan.

La ville connaît un profond revirement du point de vue architectural, avec d'une part des opérations de requalification urbaine de vastes quartiers, et d'autre part de grands chantiers qui cherchent, à travers une architecture ambitieuse, à exprimer la vitalité économique de Milan.
C'est le cas de la nouvelle Fiera di Milano, la rénovation du théâtre de la Scala, du projet Citylife qui comprendra trois gratte-ciel de hauteurs comprises entre 170 et 218 mètres dont le plus imposant est en phase de finalisation, la bibliothèque européenne, le quartier S.Giulia, la città della moda qui culminera au plus haut à 220 mètres de haut, le gratte-ciel du futur siège de la région Lombardie (163 m), les deux gratte-ciel Vaserine qui atteindront 140 et 150 mètres, les immeubles ex-Falck de Sesto S.Giovanni (110 m), un projet de gratte-ciel à plus de 215 mètres, un autre d'hôtel de ville de 150 mètres de haut et un dernier projet nommé Famagosta (150 m). Actuellement[Quand ?] le gratte-ciel de la banque Unicredit est le plus haut de la ville avec 263 mètres de haut. Il fait partie d'un vaste projet de requalification urbaine appelé « Porta Garibaldi » du nom de la station ferroviaire desservant le quartier.
Tous ces projets vont profondément modifier le panorama de la métropole milanaise, qui ne sera plus dominée par Il Duomo, ni par la très ancienne silhouette du gratte-ciel Pirelli (127 m) ou l'intrigante Torre Velasca qui date des années 1950 (106 m), mais par de nouvelles constructions d'immeubles de grande hauteur qui rivaliseront à l'échelle européenne avec ceux de quartiers comme Moskva-city à Moscou, Innenstadt à Francfort, La Défense à Paris ou la City à Londres.
En 2015, Milan reçoit l'Exposition universelle. En 2020, la ville est très durement touchée par la pandémie de Covid-19, considérée comme le principal foyer épidémique du pays.

### Chronologie

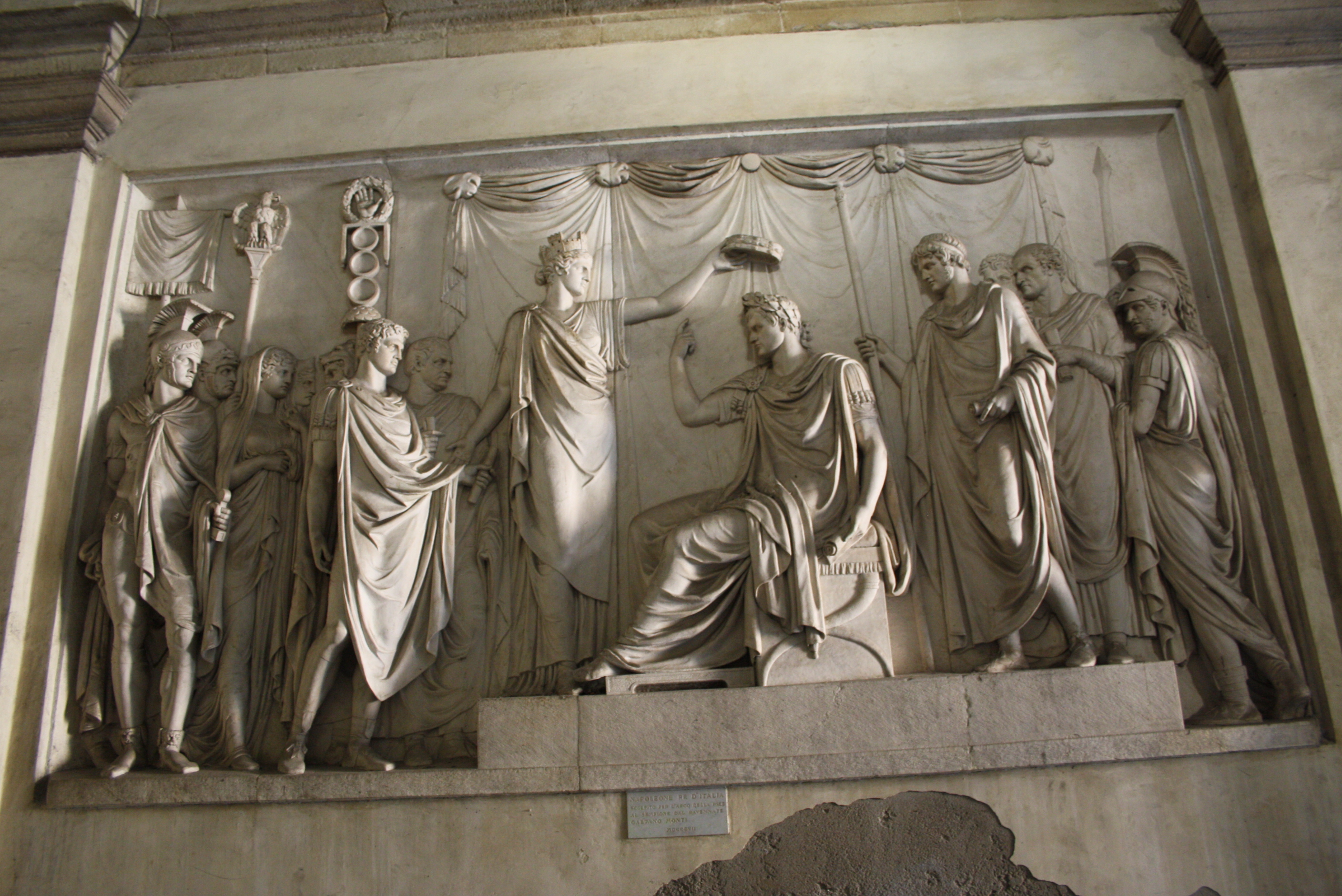
Couronnement de Napoléon Roi d'Italie dans la cathédrale de Milan, 1805.

- 222 av. J.-C. : les Romains prennent Milan, capitale des Celtes insubres, et réduisent la Gaule cisalpine[réf. nécessaire] en province romaine.
- 286 : Milan devient la capitale de l'Empire romain d'Occident jusqu'en 402.
- 313 : promulgation par l'empereur Constantin de l'Édit de Milan, accordant la liberté de culte à toutes les religions.
- 397 : mort de l'évêque Saint Ambroise, qui deviendra saint patron de la ville de Milan.
- 539 : Milan est prise par les Ostrogoths.
- 840 : Leone (840-865), premier comte de Milan.
- 979-998 : Landolfo Carcano, premier des Comtes-archevêques.
- 1037 : Milan se révolte contre l'archevêque Aribert et force l'empereur Conrad II à signer l'édit des Bénéfices qui assure l'hérédité des fiefs.
- 1117 : Arialdus de Badaglo devient Consul.
- 1142 : première mention de la présence des templiers à Milan[13].
- 1162 : Milan est rasée par les troupes de Frédéric Barberousse.
- 1162-1164 : Henri, évêque de Liège, nommé Podestat impérial.
- 1176 : l'empereur Frédéric Barberousse, descendu en Italie, est vaincu par les Milanais, réunis aux troupes de la Ligue Lombarde, à la célèbre bataille de Legnano.
- 1277 : l'archevêque Otton Visconti dirige Milan et établit la dynastie des Visconti.
- 1295 : Mathieu Visconti prend le pouvoir à Milan.
- 1386 : construction du Dôme de Milan.
- 1447 : fin de la domination de la dynastie Visconti à Milan et début de la République ambrosienne.
- 1450 : Francesco Sforza devient duc de Milan et établit la dynastie des Sforza.
- 1524 : la ville est prise par François Ier de France.
- 1535 : mort de François II Sforza, dernier duc de Milan. Charles Quint annexe le duché, Milan passe sous contrôle de la Maison de Habsbourg et devient une possession espagnole.
- 1713 : le traité d'Utrecht donne Milan à l'Autriche.
- 1797 : Milan devient la capitale de la République cisalpine et ensuite du royaume d'Italie, inféodé à la France. Elle reçoit pour vice-roi le fils adoptif de Napoléon Ier, Eugène de Beauharnais.
- 1801 : Milan ouvre la deuxième bourse des valeurs d'Europe[14], 24 ans après la première à Londres et un quart de siècle avant l'inauguration du Palais Brongniart à Paris.
- 1815 : après la Restauration, Milan devient, avec Venise, capitale du royaume de Lombardie-Vénétie sous suzeraineté autrichienne.
- Risorgimento :
  - 1848 : Milan se soulève en vain contre l'occupation autrichienne.
  - 1859 : soutenu par les armées de Napoléon III, Victor-Emmanuel II, roi de Sardaigne, s'empare du Milanais à la suite de la bataille de Magenta.
  - 1861 : Milan est intégrée dans le royaume d'Italie.

## Lieux et monuments
- Architecture civile

'"`UNIQ--templatestyles-00000018-QINU`"'  - 3Fortifications espagnoles de Milan
  - 1Château des Sforza
  - 2La Scala
  - 3Galleria Vittorio Emanuele II
  - 4Palais royal
  - 5Pinacothèque de Brera
- Architecture religieuse

'"`UNIQ--templatestyles-00000018-QINU`"'  - 1Dôme
  - 2Basilique Saint-Ambroise
  - 3Église Santa Maria delle Grazie
  - 4Basilique Saint-Laurent
  - 5Basilique San Calimero
- Espace public

'"`UNIQ--templatestyles-00000018-QINU`"'  - 1Cimetière monumental
  - 2Parco Sempione
  - 3Piazza del Duomo
  - 4Piazza Mercanti
  - 5Stade Giuseppe-Meazza
- Transport

'"`UNIQ--templatestyles-00000018-QINU`"'  - 1Gare de Milan-Centrale
  - 2Aéroport de Milan Malpensa
  - 3Aéroport de Milan-Linate
  - 4Gare de Milan-Cadorna

- La Fortifications espagnoles de Milan, point central de la cité médiévale, qui présente encore en forme de cœur avec la pointe à Porta Romana, et elles furent un cadeau de fiançailles du Roi.
- La piazza Mercanti, point central de la cité médiévale, qui présente encore, malgré les différentes opérations d'urbanisme et destructions ayant émaillé l'histoire de la ville, un certain nombre de constructions.
- La piazza del Duomo, cœur de la ville moderne, sur laquelle est présent le monument équestre dédié à Victor-Emmanuel II et le Duomo.
- La galleria Vittorio Emanuele II, surnommée Il Salotto di Milano (Le Salon de Milan). Ce passage couvert rassemble des magasins et des restaurants de prestige. On peut y admirer de superbes arcades ainsi qu'une magnifique coupole de fer et de verre.
- Le castello Sforzesco, château construit au XVe siècle par Francesco Sforza.
- Le Quartiere Quadronno est situé au cœur de la ville et est un quartier prestigieux en raison de la présence de bâtiments monumentaux conçus par les architectes vedettes des années 50, période durant laquelle est né le design italien, ce qui en fait un véritable musée du design à ciel ouvert. Le quartier est fréquenté par de nombreux créateurs de mode, dont Miuccia Prada.
- Ca' Granda, projeté par l'architecte Le Filarète, siège de l'Université de Milan.
- Ca’ Brütta, œuvre-manifeste du mouvement Novecento, édifiée par Giovanni Muzio.
- La gare de Milan-Centrale, important et imposant témoin de l'architecture monumentale.
- Famedio et Cimitero Monumentale di Milano.
- La tour Pirelli, gratte-ciel de 127 m proche de la gare, qui subit en 2002 le crash d'un avion de tourisme.
- Le Palazzo Reale, demeure des seigneurs de Milan, des Visconti aux Sforza, et enfin résidence royale des Savoie, accueille aujourd'hui un centre d'exposition.
- Chiostri di Sant'Ambrogio, projetés par le peintre Bramante, les cloîtres sont le siège de l'Université Catholique de Milan.
- L'Arena di Milano, l'amphithéâtre édifié au début du XIXe siècle.
- le palais Bolchini, 1930
- Le Cheval de Léonard.

### Églises

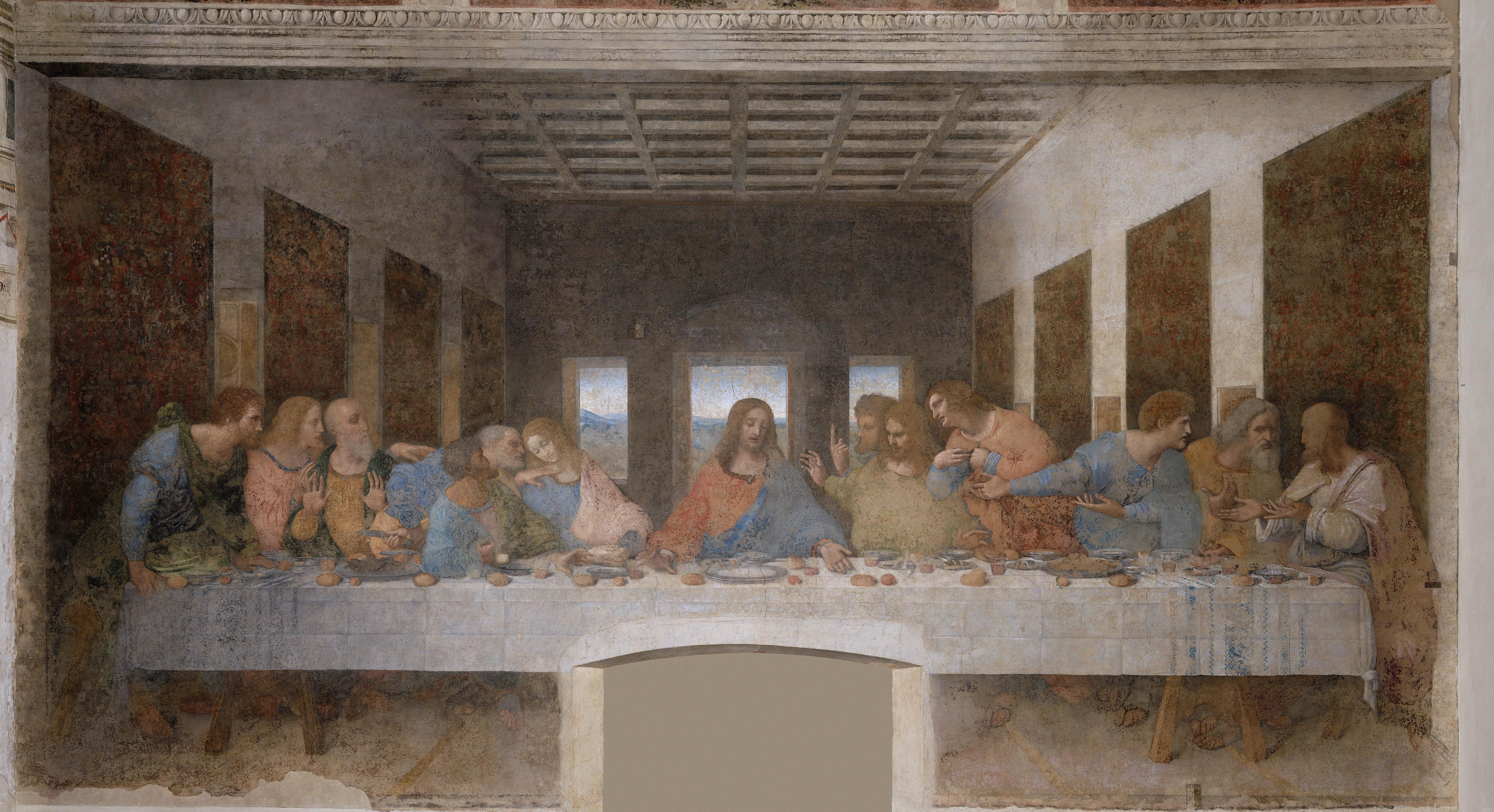
La Cène de Léonard de Vinci.

- Dôme de Milan, il Duomo ou cathédrale.
- Basiliques paléo-chrétiennes :
  - Basilique Saint-Ambroise ;
  - San Lorenzo alle Colonne ;
  - San Nazaro maggiore ;
  - Sant'Eustorgio.
- Abbaye de Clairvaux (Chiaravalle).
- Église Santa Maria delle Grazie, où l'on peut voir La Cène, peinture murale de Léonard de Vinci.
- Église Saint-Alexandre, qui comptait 144 000 reliques au XIXe siècle, déconsacrée, devenue lieu culturel aujourd'hui.
- Église San Maurizio al Monastero Maggiore.
- Église Santa Maria presso San Satiro.
- Église San Bernardino alle Ossa.
- Basilique San Calimero.
- Église San Vito in Pasquirolo dans le cœur de la ville, Largo Corsia dei Servi, au coin de la Corso Europa.
- Église Santi Carlo e Vitale alle Abbadesse, construite au XVIIe siècle, au centre de ce qui était autrefois les Cascine delle Abbadesse du monastère de saint Augustin, et qui étaient consacrées à l'agriculture.

### Musées

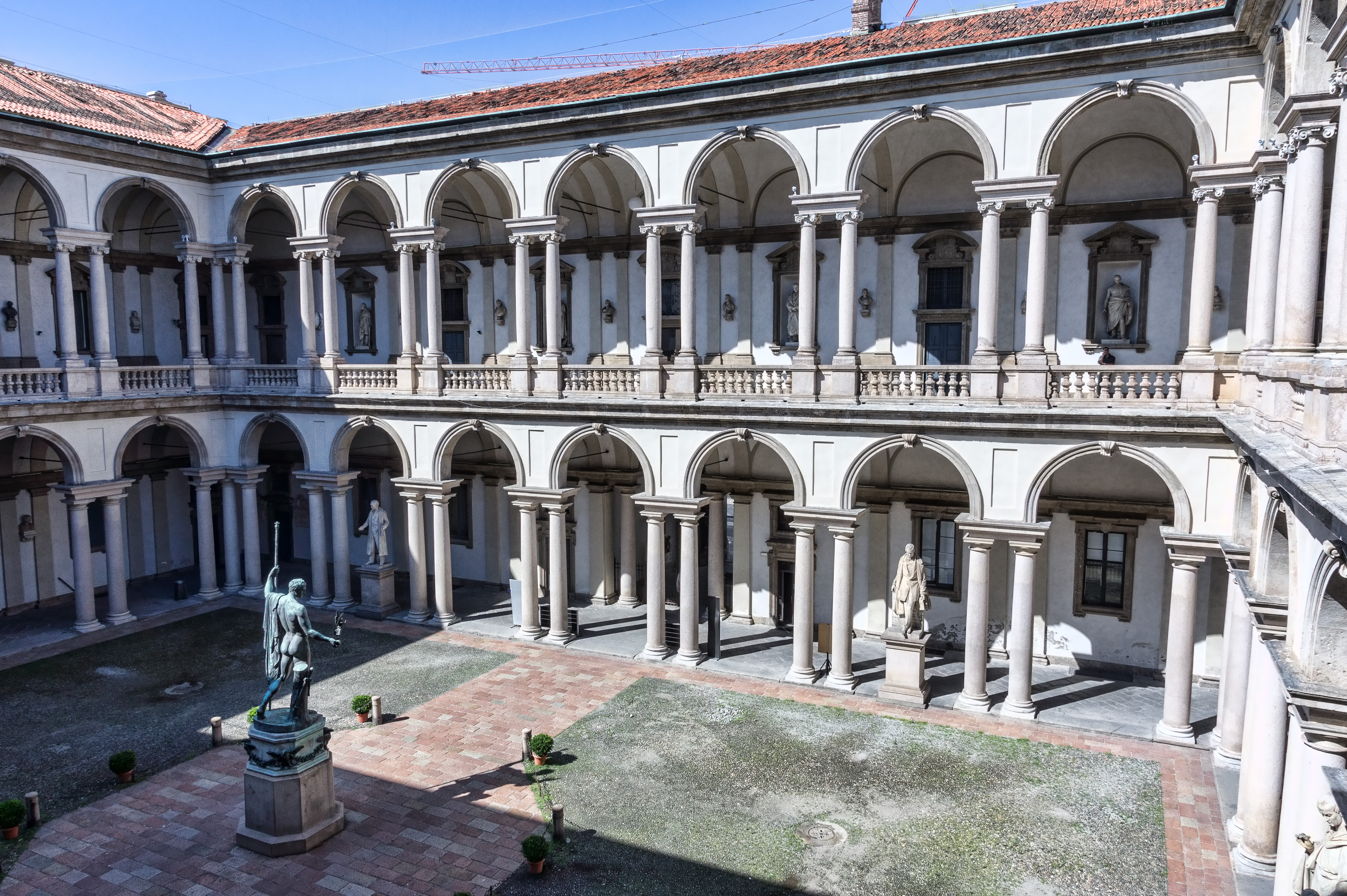
Pinacothèque de Brera.

- Pinacothèque de Brera, qui rassemble une importante collection de tableaux.
- Pinacothèque Ambrosienne (de la bibliothèque Ambrosienne).
- Villa Belgioioso, siège de la Galerie d'art moderne de Milan.
- Museo del Novecento, musée consacré à l'art du XXe siècle.
- Musée Poldi-Pezzoli.
- Musée Bagatti Valsecchi : collections d’objets et d’art décoratifs, de l’époque de la Renaissance italienne dans une maison historique du XIXe siècle.
- Antiquarium : collections de la période romaine.
- Musée des sciences et des techniques Léonard de Vinci.
- Triennale de Milan, siège du Design Museum.
- Musée archéologique, situé dans le complexe du Monastero Maggiore, où l'on peut admirer les fresques de Bernardino Luini du XVIe siècle.
- Musée d'Histoire Naturelle.
- Musée du parfum[15].
- Musée du Risorgimento, situé dans le prestigieux Palazzo Moriggia, conçu par Piermarini, dans le quartier de Brera.
- Palazzo Morando Costume Mode Image.
- HangarBicocca.
- Galerie d'Italia.
- el pueblolita del 18-25 anni.
- le quartier Corvetto, lieu de l'art contemporain de Milan[16],[17],[18],[19],[20].

### Bibliothèques
- Bibliothèque Ambrosienne
- Bibliothèque nationale Braidense
- Bibliothèque Trivulziana

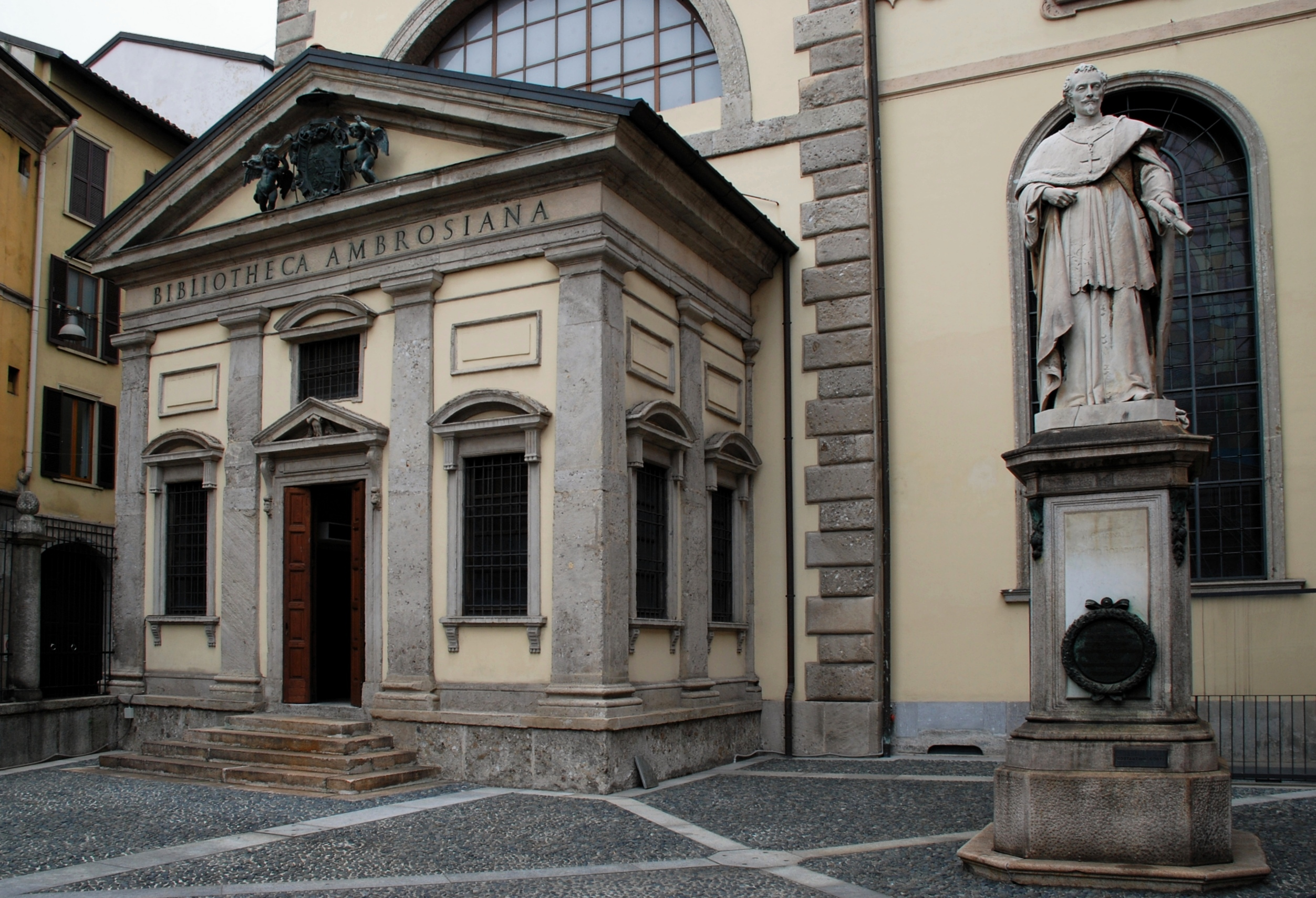
Bibliothèque Ambrosienne.

- Palazzo Sormani, siège de la Bibliothèque Centrale de Milan
- Biblioteca Umanistica dell'Incoronata

### Opéras, théâtres et salles de spectacle
- La Scala, l'Opéra de Milan
- Piccolo Teatro di Milano
- Teatro Dal Verme
- Teatro Carcano
- Teatro Principe
- Teatro degli Arcimboldi

### Parcs et jardins
- Parco della Vettabbia
- Parco Sempione
- Giardini Pubblici Montanelli
- Monte Stella
- Giardini della Guastalla
- Collina dei Ciliegi
- Parco Lambro
- Parco Bompiani
- Parco Nord
- Parco di Trenno
- Parco del sud
- Jardin Oriana Fallaci

## Voies de communication et transports

### Transport aérien

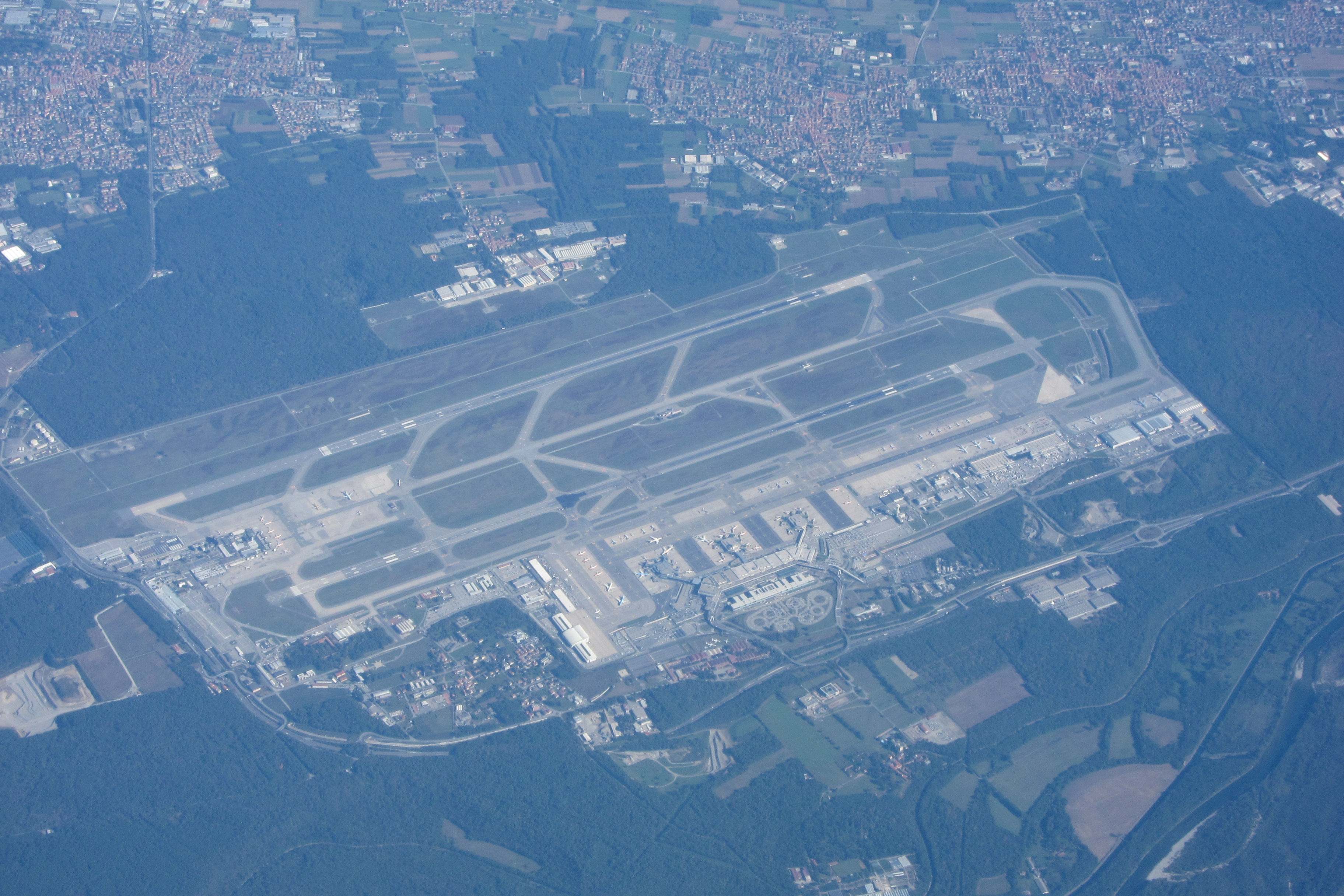
Aéroport international de Malpensa.

Milan est desservie par trois aéroports (code générique AITA : MIL), situés dans l'agglomération du Grande Milano.
L'aéroport international de Malpensa (MXP), qui est situé dans la province de Varèse, est le plus grand aéroport de la ville. Il est relié au centre-ville par une navette ferroviaire, le Malpensa Express, et par diverses lignes de bus. Il est le deuxième aéroport d'Italie après l'aéroport Léonard-de-Vinci de Rome Fiumicino. Il relie généralement l'Europe et les autres grandes destinations internationales. Le Terminal 2, quant à lui, est consacré exclusivement aux vols low cost de la compagnie EasyJet, dont c'est la deuxième base en Europe. L'aéroport accueille 28,8 millions de passagers en 2019.
L'aéroport de Linate (LIN), plus proche, est réservé aux lignes intérieures, et relie les principales villes européennes. Il se trouve à l'est de la ville et est très facilement accessible, à 20 minutes de bus du centre-ville. L'aéroport accueille 6,5 millions de passagers en 2019.
Enfin, à Bergame, se trouve l'aéroport de Milan-Bergame (BGY), international, utilisé principalement par les compagnies à bas coût et les vols charters, le fret et certains services à bas prix. L'aéroport accueille 13,8 millions de passagers en 2019.
En 2019, les trois aéroports accueillent 49,2 millions de passagers.

### Transports en commun

#### Métro

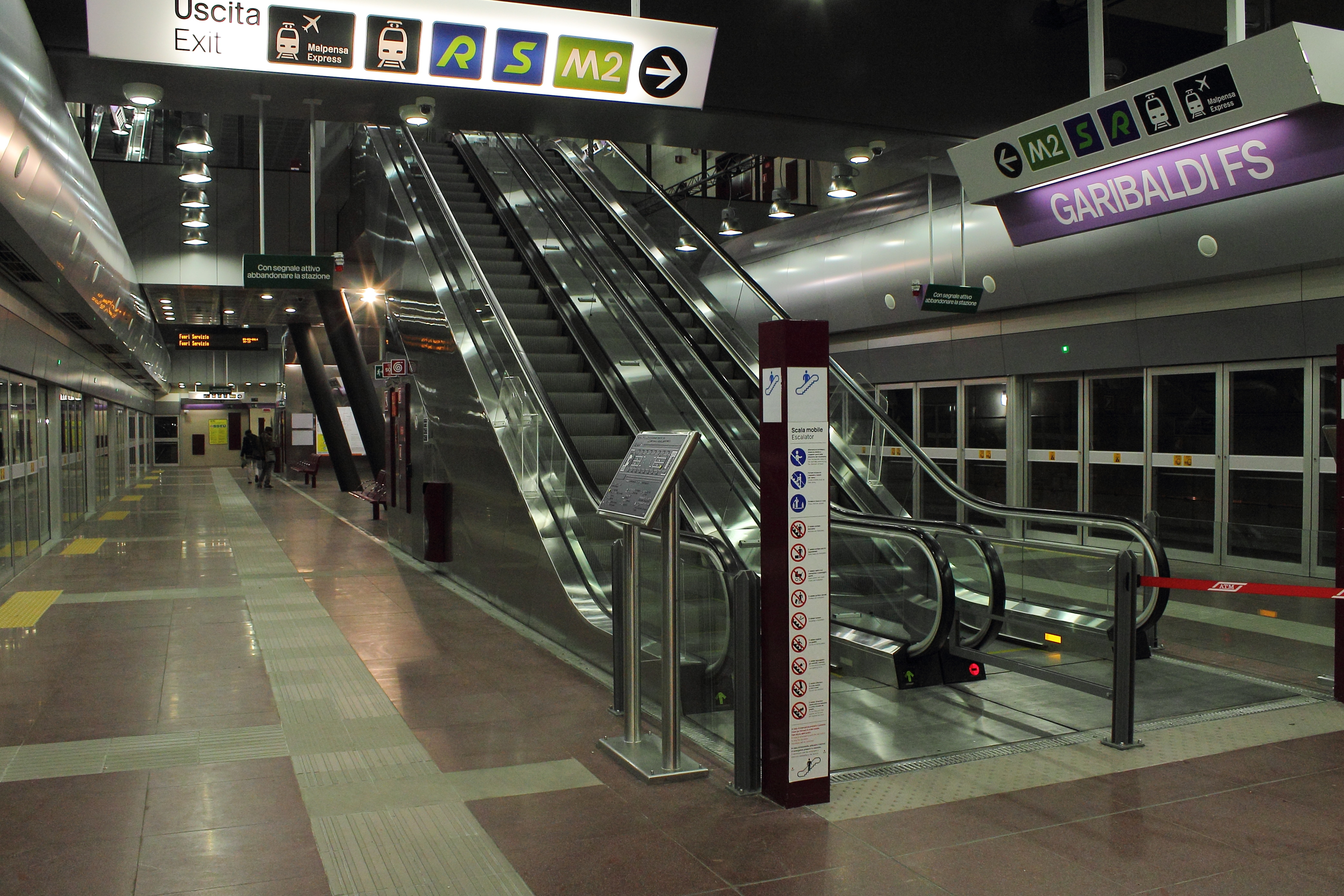
Garibaldi FS, ligne 5.

Le métro milanais comprend cinq lignes, dont une en construction : M1, rossa (rouge) ; M2, verde (verte) ; M3, gialla (jaune) ; M4, blu (bleue) ; et M5, lilla (lilas). Le réseau est géré par l'ATM et se distingue par son logo « M » blanc sur fond rouge. Il s'étend sur plus de 96 km. De la station de Cascina Gobba (M2), part en outre une ligne de métro automatique qui la relie à l'hôpital universitaire voisin San Raffaele (Métro San Raffaele).
L'extension du réseau est en cours ou programmée : prolongement de la ligne M3 sur 15 km environ et 10 nouvelles stations ; construction de la nouvelle ligne M4 (liaison directe avec l'aéroport de Linate) et prolongement de la ligne M5 ; la ligne M6 est en cours d'étude.

#### Tramways

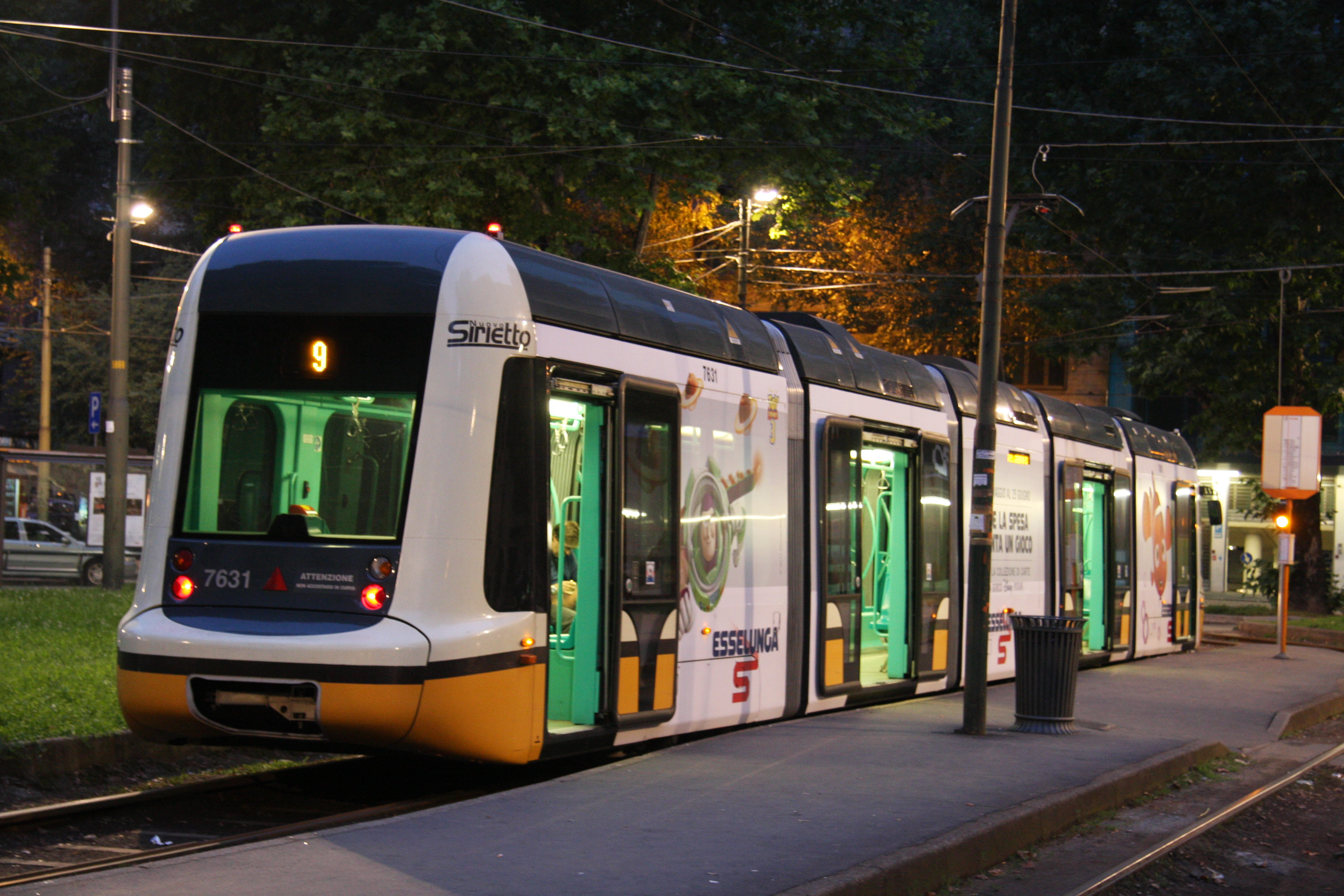
Tramway à Milan, ligne 9.

Les tramways font partie du paysage milanais. Ils se partagent la chaussée avec les voitures. C'est l'un des réseaux de tramways les plus étendus du monde avec environ 145 km de voies qui desservent l'ensemble du Grand Milan.

### Transport ferroviaire

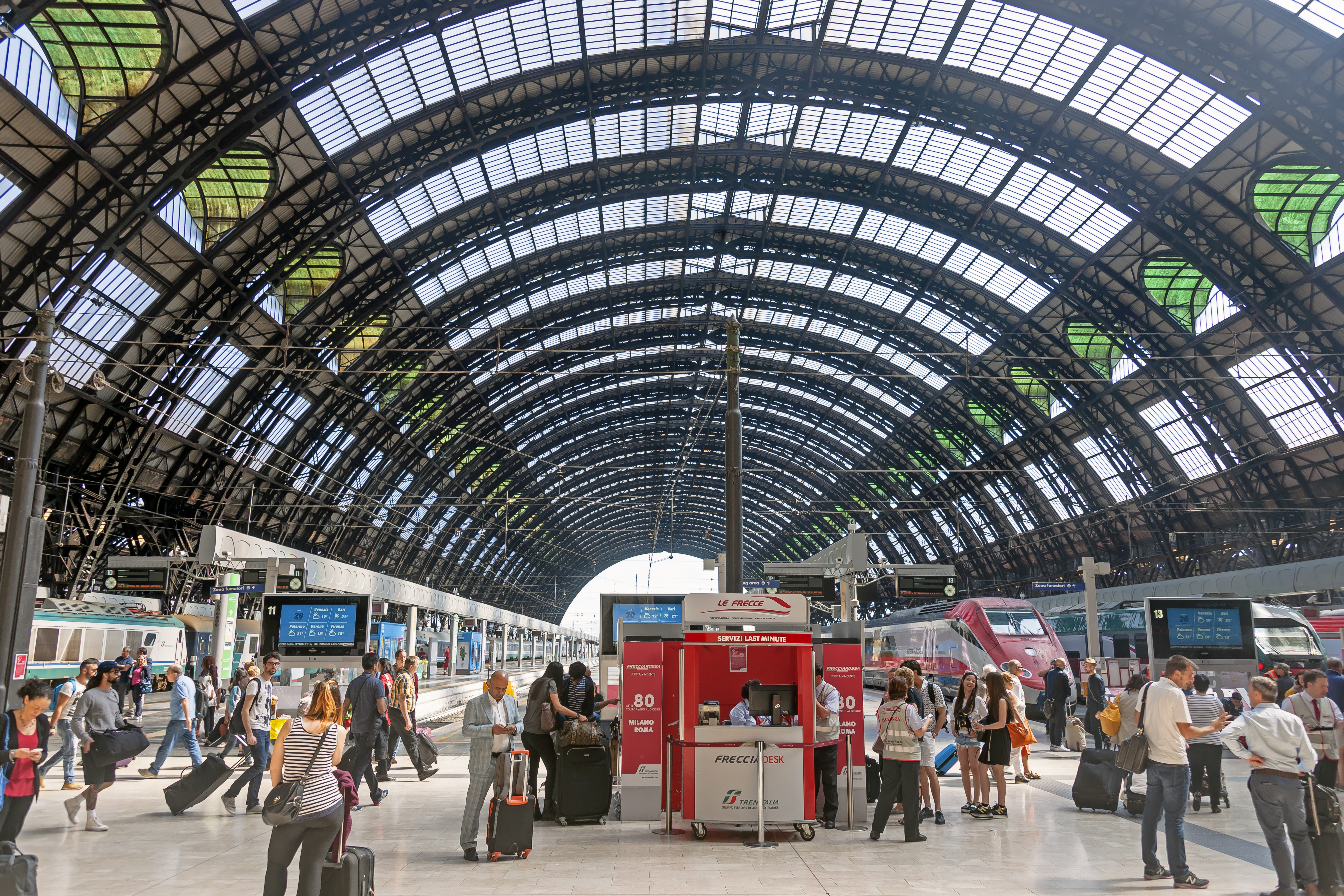
Gare de Milan-Centrale.

Les gares de Milan-Centrale et Porta Garibaldi sont deux gares internationales avec des liaisons avec la France et la Suisse, elles permettent de voyager vers toutes les métropoles importantes de l'Italie. La gare des Ferrovie Nord est desservie par la compagnie régionale des FN Ferrovie Nord reliant Milan à sa proche aire urbaine. D'autres gares secondaires et stations desservent l'ensemble de la commune et de la périphérie.
Le Service ferroviaire suburbain de Milan (lignes « S »), composé globalement de 10 lignes suburbaines, dessert une grande partie de l'aire métropolitaine milanaise (le Grand Milan), et d'autres centres voisins importants (Saronno, Varèse, Côme, Novare, etc.) au départ de la gare de Milan-Centrale. Ces lignes, qui constituent un réseau express régional, sont exploitées conjointement par Trenitalia et les Ferrovie Nord Milano. Les 8 lignes S sont cadencées au minimum à la demi-heure, de 6 h du matin à 0 h 30, tous les jours de l'année. Les trains passent chaque heure aux mêmes minutes (horaire cadencé) et desservent toutes les stations de la ligne. À Milan, on l'emprunte avec un billet urbain.
Après l'achèvement du Passante ferroviario, ligne traversant Milan et intégrée au réseau « S », est en cours d'étude une seconde transversale Passante qui traversera la ville à l'ouest.
Le « Service ferroviaire régional » (lignes « R ») relie Milan au reste de la Lombardie et au réseau ferroviaire national.
Les trois réseaux de transport sont bien distincts et reconnaissables de l'extérieur des stations et aux arrêts grâce à des panonceaux lumineux indiquant M, S ou R, facilitant ainsi les correspondances entre les systèmes.
Milan est reliée au reste du pays par plusieurs lignes à haute vitesse TAV Treno Altà Velocità (équivalent du TGV français). Les lignes TAV Milan-Turin, Milan-Florence-Bologne-Rome-Naples sont en fonction. Les lignes Milan-Venise et Milan-Gênes sont actuellement[Quand ?] en construction et compléteront le nœud TAV qui sera le plus important du pays.

### Vélos en libre-service
Depuis fin 2008, Milan est dotée d'un système de vélos en libre-service. Mis en place par la municipalité, le service « BikeMi » propose environ 1 300 vélos répartis sur 103 stations. BikeMi est une déclinaison du système SmartBike du groupe Clear Channel, qui en assure la gestion.

### Réseau routier
Milan est un important nœud routier et autoroutier, le point de jonction de la grande vallée est-ouest du Pô (l'A4, Turin - Trieste) avec la crête nord-sud (l'A1, pour Bologne, Florence, Rome et Naples). Les autres axes autoroutiers qui rejoignent la ville sont l'A35 Brebemi pour Brescia, l'A7 pour Gênes et les autoroutes Laghi, l'A8 pour Varese et l'A9 pour Côme. La ville est parcourue par les itinéraires européens E35, E62 et E64.
Les autoroutes sont reliées entre elles par les trois rocades, l'Ouest (A50), l'Est (A51) et le Nord (A52), d'une longueur totale de 74,4 km. En ajoutant le tronçon urbain de l'autoroute A4 aux trois rocades, vous obtenez un système d'autoroutes urbaines de plus de 100 km de long, qui entoure totalement la ville.
La ville de Milan dispose de 6 péages autoroutiers ; ce sont : A4 direction Turin : Barrière Milan Ghisolfa - A4 direction Venise : Barrière Milan Est - A8 direction Varese : Barrière Milan Nord - A7 direction Gênes : Barrière Milan Ouest - A1 direction Bologne : Barrière Milan Sud - A51 direction A1 : Barrière Sesto San Giovanni (de / vers A4).
Milan est accessible par quatre routes nationales (9 Via Emilia, 33 par Sempione, 36 par le lac de Côme et Spluga et 494 Vigevanese) et par de nombreuses routes provinciales. Beaucoup d'entre eux dans les sections suburbaines prennent les caractéristiques d'une autoroute.
Pour accéder au centre historique, il est nécessaire de se munir d'un pass Area « C » certains jours de la semaine dans des tranches horaires de 7 h 30 à 19 h 30.

## Économie
Milan est le centre industriel et économique de l'Italie, avec un PIB de 241,2 milliards d'euros (312,3 milliards de dollars) en 2004. La Bourse italienne y est située, dans la Piazza Affari. Beaucoup d'entreprises importantes, comme UniCredit, Luxottica, Mediobanca, Techint, Campari, Pirelli, RCS MediaGroup, Fininvest, AlterVista et la fondation AVSI ont été créées ou ont aujourd'hui leur siège à Milan.
La vitalité économique de la ville se traduit par la forte concentration d'activités économiques, de services financiers et de centres de décisions stratégiques tels que les sièges sociaux, les directions exécutives d'entreprises, les centres de recherche en R&D de grandes entreprises (en particulier italiennes) ainsi que par la profusion de moyens de communications (la ville dispose de deux aéroports, Malpensa et Linate, de nombreuses autoroutes, de métros, de tramway, de plusieurs gares dont Centrale CF et Porta Garibaldi) faisant de Milan l'un des principaux hubs européens.
Véritable capitale économique et poumon financier de l'Italie, la ville a vu au cours de ses dernières années fleurir bon nombre de gratte-ciels et constructions architecturales de dernière génération, comme le célèbre Bosco Verticale, qui sont autant de symboles de l'effervescence économique d'une ville en pleine expansion, parfaitement intégrée dans la mondialisation et l'Europe et dont l'Exposition Universelle de 2015 a constitué la vitrine des réalisations déjà accomplies.
Milan dispose par ailleurs de deux quartiers d'affaires, à savoir Porta Nuova (dont l'emblème est la Tour UniCredit) situé au nord de la ville à côté de Porta Garibaldi et CityLife (qui hébergera notamment les assureurs Generali et Allianz dans l'Allianz Tower et la Generali Tower) situé à l'ouest de la ville dans le nouveau quartier Tre Torri. Ce dernier quartier est toujours en construction fin 2017 et les travaux devraient s'achever d'ici à 2019.
La mode, la finance, le design et le tourisme contribuent notamment à la prospérité économique de la ville.

## Culture

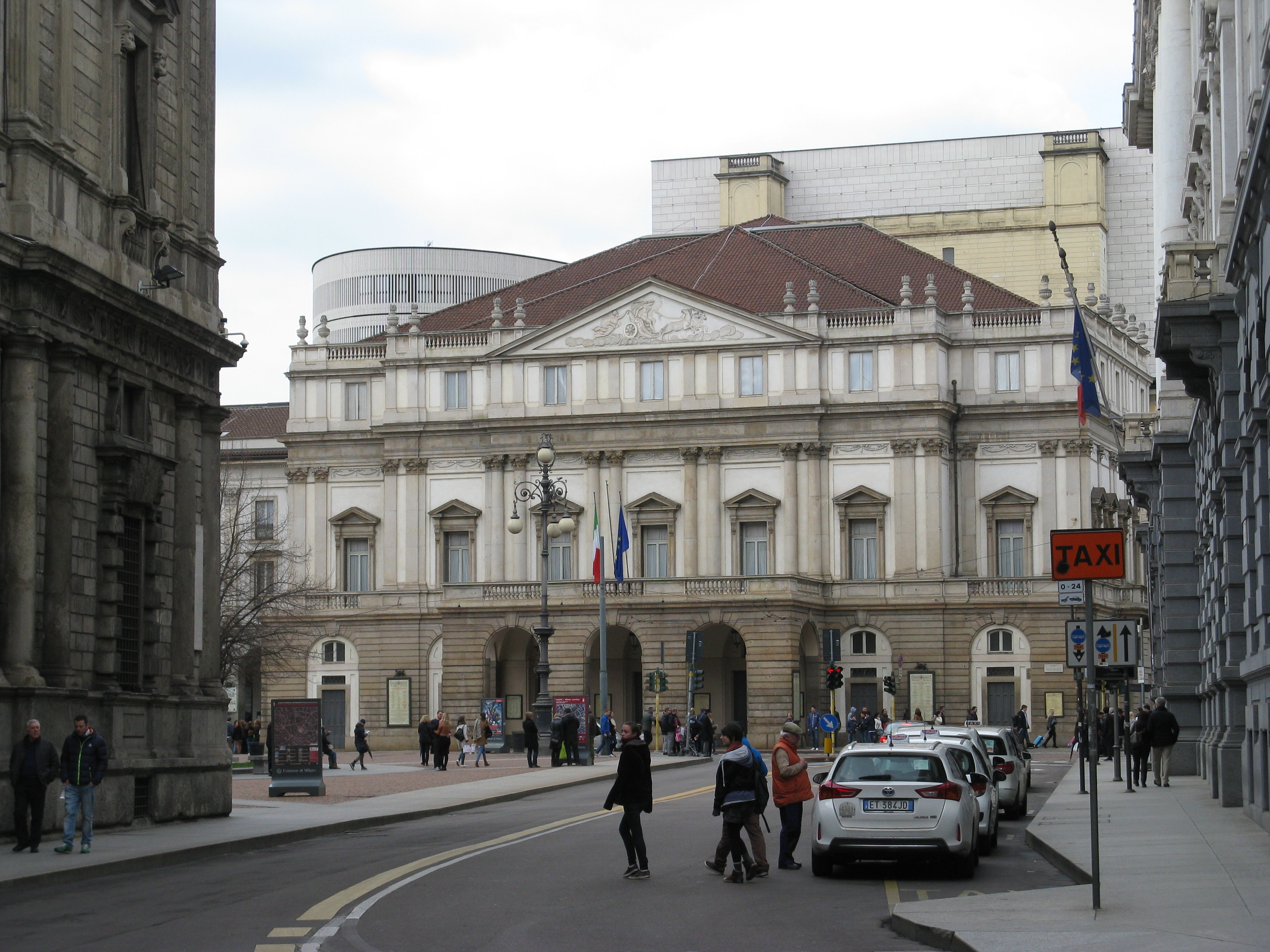
Teatro alla Scala.

Léonard de Vinci a peint à Milan, en particulier sa célèbre peinture murale La Cène. D'autres peintres célèbres y ont exercé leur art comme Le Caravage et Bramante.
Pendant la domination autrichienne, la ville voit se développer de nombreuses écoles artistiques, ainsi que son ballet et son théâtre lyrique : le Teatro regio ducale. Trois opéras de Mozart ont été créés dans ce théâtre : Mitridate, re di Ponto (1770), Ascanio in Alba (1771) et Lucio Silla (1772). Mozart a failli devenir le compositeur officiel de la cour ducale, mais l'impératrice Marie-Thérèse le refusa car Mozart était considéré comme un compositeur « vagabond ».

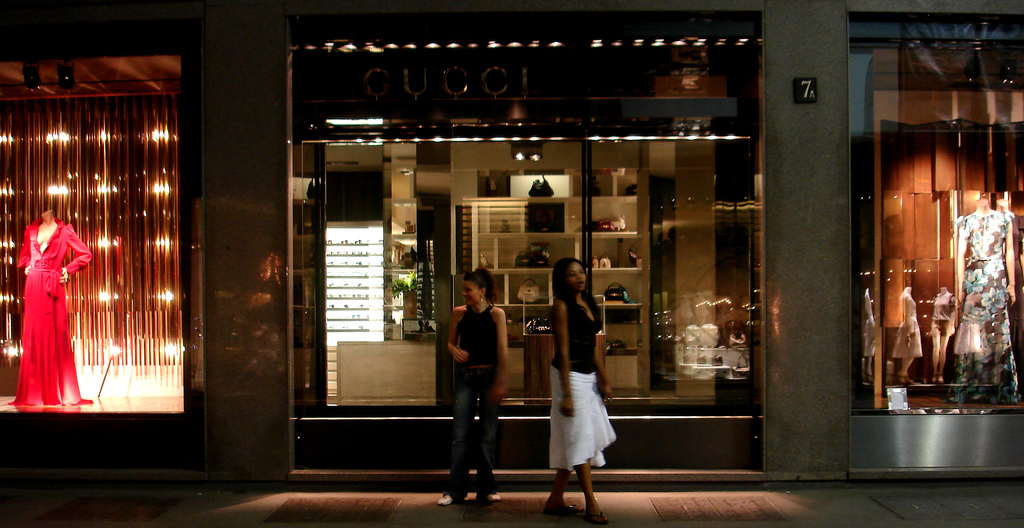
Gucci dans la Via Monte Napoleone.

Pendant le siècle suivant, avec la Scala, le Teatro alla Canobbiana, le Carcano et d'autres théâtres, Milan devient un des centres majeurs de l'opéra lyrique en Europe. Elle accueille des compositeurs étrangers, de langue allemande (Mozart, Simon Mayr ou Giacomo Meyerbeer), napolitains (Saverio Mercadante, Niccolò Vito Piccinni...) mais aussi d'autres États italiens (Vincenzo Bellini, Gioachino Rossini, Gaetano Donizetti, Giuseppe Verdi). Les premiers opéras de Verdi (Oberto, Conte di San Bonifacio et Nabucco) comme ses derniers chefs-d’œuvre (Otello et Falstaff) sont créés à la Scala. Le maestro est inhumé aux côtés de son épouse la soprano Giuseppina Strepponi dans l'oratoire de la Casa di riposo per musicisti, la maison de retraite pour les musiciens qu'il a fondé à Milan. Jusqu'en 2004 se tenait également à Milan le Mercato internazionale del film e del documentario.
Au cours du XXe siècle, d'importantes institutions théâtrales voient le jour, comme le Piccolo teatro animé par Giorgio Strehler, Paolo Grassi et la Commune fondée par Dario Fo (prix Nobel de littérature) et Franca Rame.
C'est à Milan que se tient chaque année, depuis 1991, vers la fin du mois de mars ou le début d'avril, le Festival du cinéma africain, qui a permis de découvrir et de couronner des cinéastes tels que Idrissa Ouedraogo, Hailé Gerima, Moufida Tlatli, Rachid Benhadj, Cheick Oumar Sissoko, Abderrahmane Sissako… Depuis 2004, le festival s'est ouvert aux films provenant du continent asiatique et de l'Amérique latine, prenant le nom de Festival du cinéma d'Afrique, d'Asie et d'Amérique latine. Le Cahier (2007) de la jeune cinéaste iranienne Hana Makhmalbaf a ainsi été primé en 2008.
La ville est reconnue aussi pour être une capitale mondiale de la mode, avec Paris, Londres et New York, ainsi qu'un haut lieu du design européen. Beaucoup de maisons de prêt-à-porter comme Prada, Marni, et Dolce & Gabbana, ou certaines défilant en haute couture, comme Versace, Giorgio Armani, Valentino, se trouvent à Milan. D'autres maisons prestigieuses, italiennes ou européennes, comme Maison Martin Margiela, Roger Vivier, Salvatore Ferragamo, Church's, Gucci, et Viktor & Rolf ont une ou plusieurs boutiques dans la ville, surtout dans la prestigieuse Via Monte Napoleone, la Via della Spiga, où à Corso Como comme le renommé concept store de Carla Sozzani.
Grand rendez-vous mondial du design d'intérieur, la ville accueille chaque année le Salon international du meuble, et depuis 2007, elle est dotée de son propre musée du design, nommé Triennale Design Museum.
À Milan sont nées des chaînes comme MediaSet et Sky Italia.

### Films tournés dans les lieux
- Milan est le cadre en 1960 de la suite de Rocco et ses frères, de Luchino Visconti (viale Bligny).
- Milan est le cadre en 2011 de la suite de Benvenuti al Sud, Benvenuti al Nord de Luca Miniero.
- 1er octobre 2013, Europ Assistance Italie, du groupe Generali, met en scène la remontée d'un sous-marin, le L1 F3, en plein centre-ville. Cette supercherie, tournée de façon aussi réaliste que possible, est un coup de communication. En utilisant le hashtag #L1F3, l'événement peut être suivi par les internautes.
- Milan est, avec Sant'Agata di Puglia, le cadre en 2022 du film Belli ciao (it) de Gennaro Nunziante.

## Religion
Milan est siège épiscopal. Furent notamment évêques de Milan : Saint Ambroise, et Saint Charles Borromée. Milan conserve un rite catholique particulier, le rite ambrosien (rito ambrosiano). Les cérémonies religieuses sont donc un peu différentes de celles des autres régions de l'Europe. Il y a aussi quelques différences dans le calendrier (par exemple, le carnaval de Milan a lieu avec quelques jours de retard sur ceux du reste du monde).
La différence la plus importante, c'est la présence du chant ambrosien, en lieu et place du chant grégorien, méconnu et jamais utilisé à Milan. Pour la conservation de ce chant (plus ancien que le grégorien) il y a, à Milan, un institut, le PIAMS. Le rite ambrosien est en usage dans les paroisses de Milan, quelques paroisses de Bergame, Côme et Crémone ainsi qu'en Suisse.

## Sports

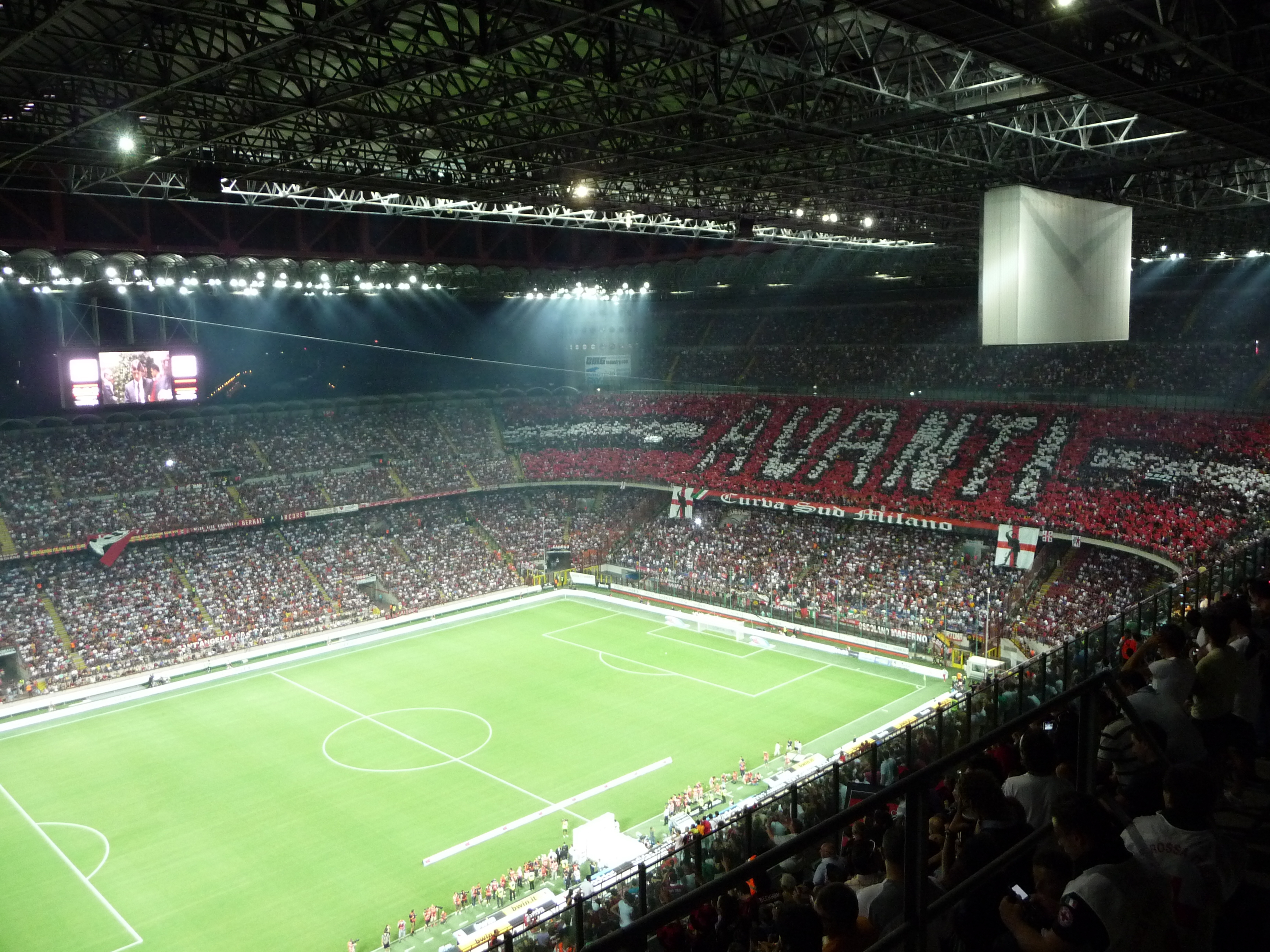
Stade Giuseppe Meazza à Milan.

Le sport principal est le football, la ville étant une référence en la matière pour tous les amateurs et qui occupe une grande place dans le cœur des Italiens, et encore plus dans ceux des Milanais, du fait des deux grands clubs installés dans la ville qui sont l'AC Milan (Rossoneri), et l'Inter Milan (Nerazzurri).
En Italie, les deux équipes sont toujours appelées seulement « Milan » et « Inter ». Le Milan a remporté sept Ligues des champions et l'Inter trois, dont les dernières ont été gagnées respectivement en 2007 par le Milan et en 2010 par l'Inter (ils ont aussi été finalistes à six reprises). Le Milan a participé à 11 finales et a participé à trois finales d'affilée entre 1993 et 1995 en gagnant seulement celle de 94. Les deux clubs ont aussi tous deux remporté la coupe du monde des clubs, l'année où ils ont gagné leur dernier titre européen. Cela fait de Milan, avec Madrid, la ville la plus victorieuse en Europe et, par conséquent, dans le monde entier en termes de clubs de football.
Les deux équipes jouent au même endroit, dans le stade Giuseppe Meazza, plus communément connu sous le nom de San Siro, théâtre des plus grands matches du championnat italien et des coupes européennes. Les derbys, appelés Derby della Madonnina, sont des matches de grande intensité au cours desquels s'exacerbe la rivalité historique entre les deux clubs et leurs supporteurs, mais i cugini (les cousins) se respectent avant tout.
À noter la création en 2015 d'un nouveau club milanais, l'A.S. Velasca, qui n'a pas vocation à concurrencer les deux autres, mais qui peut se targuer d'être « le club le plus artistique au monde » selon la FIFA.
Milan est désignée « Capitale Européenne du Sport » pour l'année 2009. Milan est également le théâtre de la dernière étape du Tour d'Italie et la ville de départ de la classique Milan-San Remo, un des cinq Monuments du cyclisme. La ville lombarde a par ailleurs accueilli une fois les championnats du monde de cyclisme sur route en 1926.
Durant les années 1920, Milan devient la capitale non officielle des sports d'hiver en Italie en devenant le siège de la Fédération italienne des sports de glace en 1926. La ville de Milan est également la localité ayant le plus de fois remporté le titre de Champion d'Italie de hockey sur glace.
La ville accueillera les Jeux olympiques d'hiver de 2026 avec Cortina d'Ampezzo[réf. nécessaire].

## Cuisine et gastronomie

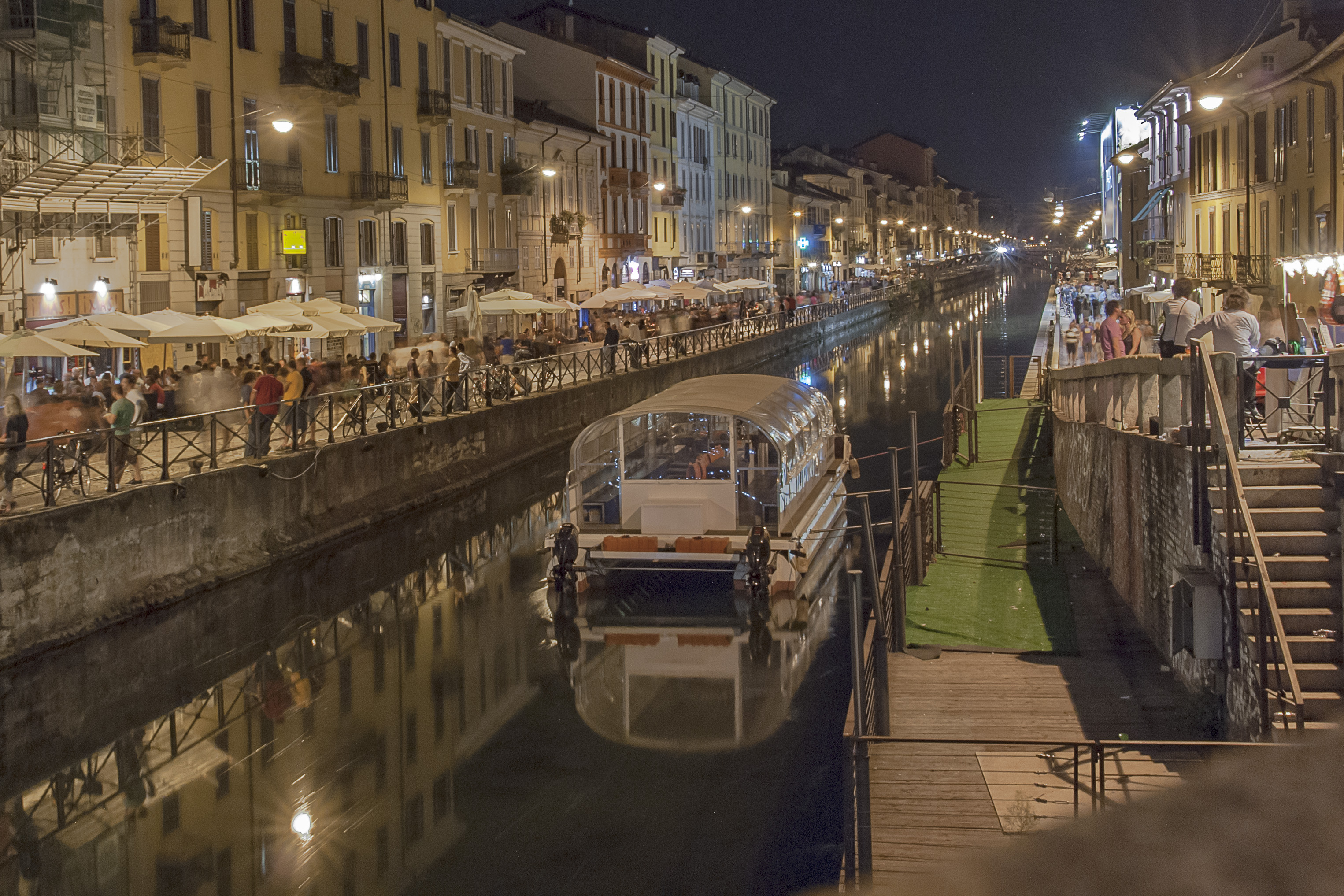
Naviglio Grande à Milan.

Les restaurants sont surtout concentrés dans le centre historique, et les quartiers de Brera. En général, dans le centre historique et à Brera, on trouve des restaurants plus sophistiqués et élégants, et aux Navigli, des restaurants plus rustiques, comme les trattorie et osterie. On trouve aussi de nombreux restaurants ethniques qui sont une alternative à la cuisine traditionnelle. À Milan, on mange bien, mais le prix d'un repas est un peu élevé.
Les plats typiques de la cuisine milanaise sont notamment : risotto à la milanaise, escalope à la milanaise (en italien cotoletta alla milanese), osso buco, cassoeula, panettone, michetta, Panzerotto, salame Milano, cacciatore (un petit salame), et minestrone.
Milan est la deuxième ville italienne — après Naples — étoilée au Guide Michelin.

## Personnalités

### Personnalités nées à Milan
- Alexandre II (vers 1010/1015-1073), pape
- Stefano Visconti (1288-1327), seigneur d'Arona
- Jean Visconti (vers 1290-1354) seigneur de Milan, cardinal
- Barnabé Visconti (1323-1385), seigneur de Milan
- Francesco Melzi (vers 1491-vers 1570), peintre
- Pie IV (1499-1565), pape
- Giuseppe Arcimboldo (1527-1593), peintre maniériste.
- Federico Borromeo (1564-1631), cardinal, archevêque de Milan de 1595 à 1631.
- Le Caravage (1571-1610), peintre baroque né sous le nom de Michelangelo Merisi.
- Fede Galizia (1578-1630), peintre baroque, fille de Nunzio Galizia
- Federico Caccia (1635-1699), cardinal, archevêque de Milan
- Giovanni Gaspare Beretti (1657-1736), historien, théologien et philosophe.
- Ignacio Visconti (1682-1755), 16e supérieur général de la Compagnie de Jésus
- Giuseppe Pozzobonelli (1696-1783), cardinal, archevêque de Milan
- Giacomo Ceruti (1698-1767), peintre
- Francesco Luini (1740-1792), mathématicien
- Filippo Taglioni (1777-1871), danseur et chorégraphe de ballets
- Maria Gaetana Agnesi (1718-1799), linguiste, mathématicienne et philosophe.
- Maria Teresa Agnesi Pinottini (1720-1795), compositrice
- Enrico Alvino (1809-1872), architecte et urbaniste, particulièrement actif à Naples au milieu du XIXe siècle.
- Cesare Beccaria (1738-1794), philosophe et penseur de la fin du XVIIIe siècle.
- Filippo De Filippi (1814-1867), scientifique zoologiste, médecin, anatomiste, ornithologue
- Giuseppe Mercalli (1850-1914), prêtre catholique, volcanologue, sismologue
- Carlo Bugatti (1856-1940), artiste ébéniste, décorateur, fabriquant d'instruments de musique
- Piero Portaluppi (1888-1967), architecte
- Angelo Rizzoli (1889-1970), producteur de cinéma et éditeur
- Maria Pierina De Micheli (1890-1945), religieuse béatifiée
- Luigi Corteggi (1933-2018), graphiste et illustrateur.
- Silvio Berlusconi (1936-2023), homme d'affaires et homme politique, président du Conseil italien (1994-1995, 2001-2006, puis 2008-2011).
- Benedicta Boccoli (1966), actrice
- Bramantino (milieu du XVe siècle - vers 1530), peintre et architecte.
- Enrico Bombieri (1940-...), mathématicien, lauréat de la médaille Fields en 1974.
- Mario Campanino (1967), musicologue et écrivain.
- Lou Colombo (1952), chanteuse
- Henri Conneau (1803-1877), médecin particulier de l'Empereur Napoléon III, d'Eugénie de Montijo, de la reine Hortense et de la famille Bonaparte.
- Una Chi (1942), écrivaine et traductrice
- Galdino Valvassi della Sala (vers 1100-1176), archevêque et cardinal
- Giorgio Intoppa (1981-...), joueur international de rugby à XV.
- Danilo Mainardi (1933-2017), éthologue.
- Paolo Maldini (1968-...), footballeur, ayant évolué au sein de la défense du Milan AC.
- Stefania Mammì (1990-), femme politique italienne.
- Roland de Medici (v. 1330-1386), religieux italien béatifié, ermite en Émilie-Romagne.
- Pietro Moscati (juin 1739 - 19 janvier 1824), médecin et homme politique italien des XVIIIe et XIXe siècles.
- Gian Giacomo Trivulzio (1448-1518), connu en France sous le nom de Jacques de Trivulce, militaire italien de la Renaissance, maréchal de France en 1499.
- Giovanni Girolamo Morone (1509-1580), cardinal, évêque de Modène, camerlingue du Sacré Collège, évêque de Novare, doyen du collège des cardinaux, légat pontifical au concile de Trente
- Filippo Moyersoen (1954-), cavalier italien de saut d'obstacles.
- Pietro Verri (1728-1797), philosophe, économiste, historien et écrivain
- Carlo Verri (1743-1823), homme politique, agronome, sénateur
- Giovanni Verri (1745-1818), libertin, écrivain
- Francesco Melzi d'Eril (1753-1816), homme politique, vice-président de la République italienne
- Domenico Pino (1760-1826), général de division de l'Empire, ministre de la guerre du royaume d'Italie
- Giulia Beccaria (1762-1841), fille de Cesare Beccaria et mère de Alessandro Manzoni et de Pietro Manzoni
- Federico Confalonieri (1785-1846), patriote italien
- Alessandro Manzoni (1785-1873), homme politique, député, poète, écrivain, patriote, sénateur, dramaturge
- Angelo Ramazzotti (1800-1861), évêque de Pavie, patriarche de Venise, cardinal, vénérable
- Lucien Murat (1803-1878), prince français, prince de Berg, prince de Naples, prince de Pontecorvo
- Joséphine de Leuchtenberg (1807-1876), princesse de Bologne, duchesse de Galliera, reine consort de Suède et de Norvège
- Frédéric Ozanam (1813-1853), professeur de littérature, fondateur de la Société de Saint-Vincent-de-Paul, béatifié
- Paolo Angelo Ballerini (1814-1897), archevêque de Milan
- Raffaele Cadorna (1815-1897), général, député du royaume de Sardaigne, puis de celui d'Italie
- Henri Cernuschi (1821-1896), patriote, homme politique, banquier, économiste, journaliste, collectionneur d'arts
- Charles Salerio (1827-1870), prêtre catholique, fondateur des Sœurs de la Réparation
- Contardo Ferrini (1859-1902), universitaire béatifié
- Agostino Gemelli (1878-1959), franciscain, médecin et psychologue
- Ettore Bugatti (1881-1947), fondateur de la marque d'automobile Bugatti
- Armida Barelli (1882-1952), tertiaire franciscaine, béatifiée
- Rembrandt Bugatti (1884-1916), artiste sculpteur
- Maria Caserini (1884-1969), actrice de cinéma muet
- Orio Vergani (1899-1960), journaliste, photographe et écrivain.
- Maurizio Milani (1961), acteur, humoriste et écrivain.
- Luigi Freddi (1895-1977), journaliste et homme politique, fondateur du Centre expérimental du cinéma italien
- Emilio Polli (1901-1983), nageur.
- Luchino Visconti (1906-1976), réalisateur, metteur en scène et écrivain
- Giovanni Luigi Bonelli (1908-2001), auteur et éditeur de fumetti
- Eugenio Colorni (1909-1944), philosophe socialiste
- Giuseppe Lazzati (1909-1986), homme politique, universitaire et journaliste, vénérable
- Benito Albino Dalser (1915-1942), fils de Benito Mussolini et d'Ida Dalser
- Dino Risi (1916-2008), réalisateur et scénariste de cinéma
- Vittorio Mussolini (1916-1997), fils de Benito Mussolini, aviateur, scénariste et critique de cinéma
- Luciano Emmer (1918-2009), réalisateur et scénariste de cinéma
- Bruno Mussolini (1918-1941), fils de Benito Mussolini, aviateur tombé au champ d'honneur
- Giangiacomo Feltrinelli (1926-1972), résistant, fondateur de la maison d'édition Feltrinelli, militant d'extrême gauche
- Enrico Maria Salerno (1926-1994), acteur de cinéma et de théâtre
- Giuseppe Pinelli (1928-1969), cheminot, résistant, militant anarchiste
- Lucia Bosè (1931-2020), mannequin et actrice
- Adriana Asti (1931), actrice de cinéma
- Claudio Abbado (1933-2014), chef d'orchestre.
- Gian Maria Volonté (1933-1994), acteur de cinéma
- Pietro Valpreda (1933-2002), danseur, militant anarchiste et écrivain
- Vittorio Salerno (1937-2016), réalisateur, scénariste et producteur de cinéma
- Giorgio Ravegnani (1948-...), historien.
- Pietro Ichino (1949-...), député et sénateur communiste puis démocrate
- Paolo Seganti (1965-...), acteur.
- Francesca Schiavone (1980-...), joueuse professionnelle de tennis, sur le circuit de la WTA depuis 1998.
- Francesco Spinelli (1853-1913), prêtre catholique canonisé
- Guido Brignone (1886-1959), réalisateur, scénariste et acteur de cinéma
- Filippo Grandi (1957-...), Haut-Commissaire des Nations unies pour les réfugiés
- Maria Cecilia Farina, organiste classique
- Piero Toscani (1904-1940), champion olympique de boxe en 1928
- Isa Miranda (1909-1982), actrice de cinéma
- Maria Eisner (1909-1991), photographe italo-américaine
- Carlo De Carli (1910-1999), architecte et théoricien de l'architecture,
- Carlo Orlandi (1910-1983), champion olympique de boxe en 1928
- Alberto Lattuada (1914-2005), réalisateur, scénariste, acteur et producteur de cinéma
- Elli Parvo (1915-2010), actrice de cinéma
- Mario Feliciani (1918-2008), acteur et doubleur
- Luciano Tajoli (1920-1996), chanteur et acteur
- Daniele D'Anza (1922-1984), réalisateur et scénariste de cinéma
- Valentina Cortese (1923-2019), actrice de cinéma et de théâtre
- Gino Bramieri (1928-1996), acteur, présentateur et humoriste
- Marco Ferreri  (1928-1997), réalisateur, acteur et scénariste de films
- Renzo Palmer (1929-1988), acteur, doubleur et animateur de télévision
- Maria Grazia Buccella (1940), mannequin et actrice
- Cristina Gajoni (1940), actrice et mannequin
- Fabio Lanzoni (1959), acteur et mannequin
- Matteo Salvini (1973), homme politique, député européen, député, sénateur, ministre de l'Intérieur, ministre des Infrastructures et de la Mobilité durable
- Ambrogio Beccaria (1991), navigateur
- Alberto Cotta Ramusino (1995), chanteur et producteur

### Personnalités liées à Milan
- Saint Eustorge Ier de Milan
- Saint Augustin
- Luigi Albertini
- Alberto da Giussano
- Saint Ambroise
- Angelo Scola
- Aribert d'Intimiano
- Giorgio Armani
- Béatrice d'Este
- Bellovesos
- Giovanni Berchet
- Teresa Berganza
- Enzo Biagi
- Umberto Boccioni
- Ferdinando Bocconi
- Arrigo Boito
- Valentino Bompiani
- Mike Bongiorno
- Bonvesin della Riva
- Bramante (Donato di Pascuccio di Antonio)
- Bramantino (Bartolomeo Suardi)
- Giovanni Brera
- Francesco Brioschi
- Maria Callas
- Antonio Canova
- Cesare Cantù
- Caravaggio (Michelangelo Merisi)
- Gerolamo Cardano
- Saint Charles Borromée
- Carlo Carrà
- Giuseppe Gallignani
- Jean Galéas Visconti
- Carlo Cattaneo
- Adriano Celentano
- Federico Confalonieri
- Constantin
- Bettino Craxi
- Carolina Crespi
- Enrico Cuccia
- Emilio Dandolo
- Enrico Dandolo
- Léonard de Vinci
- Ernesto De Angeli
- Giorgio de Chirico
- Victor de Sabata
- Ardito Desio
- Renzo De Vecchi
- Luigi Nazari di Calabiana
- Dioclétien
- Carlo Erba
- Eugène de Beauharnais
- Federico Borromeo
- Giangiacomo Feltrinelli
- Filarete (Antonio Averulino)
- Francesco Filelfo
- Dario Fo
- Lucio Fontana
- Vincenzo Foppa
- Enrico Forlanini
- Carlo Emilio Gadda
- Agostino Gemelli
- Vincenzo Geremia
- Saint Gervais
- Ludovico Geymonat
- Riccardo Giacconi
- Melchiorre Gioia
- Don Angelo Gnocchi
- Julien Green
- Tommaso Grossi
- Francesco Hayez
- Ferdinando Innocenti
- Anna Kuliscioff
- Ugo La Malfa
- Leonardo da Vinci
- Lodovico il Moro
- Clara Maffei
- Ercole Marelli
- Alessandro Manzoni
- Filippo Tommaso Marinetti
- Gasparo Angiolini
- Carlo Maria Martini
- Pietro Mascagni
- Enrico Mattei
- Valentino Mazzola
- Giuseppe Meazza
- Pie IV (Giovanni Angelo Medici)
- Francesco Melzi d'Eril
- Cesare Merzagora
- Mina
- Arnoldo Mondadori
- Eugenio Montale
- Indro Montanelli
- Mario Monti
- Vincenzo Monti
- Barnaba Oriani
- Lucien Visconti
- Paul VI (Giovanni Battista Montini)
- Bruno Munari
- Benito Mussolini
- Riccardo Muti
- Giulio Natta
- Giovanni Pallavicino
- saint Richard Pampuri
- Ferruccio Parri
- Carlo Pavesi
- Silvio Pellico
- Pétrarque
- Giuseppe Piermarini
- Alberto Pirelli
- Gian Giacomo Poldi Pezzoli
- Gio Ponti
- Giuseppe Prina
- Salvatore Quasimodo
- Johann Joseph Franz Karl Radetzki
- Pie XI (Achille Ratti)
- Giulio Ricordi
- Aldo Rossi
- Medardo Rosso
- Gabriele Salvatores
- Giovanni Schiaparelli
- Giovanni Segantini
- Massimo Moratti
- Francesco Sforza
- François II Sforza
- Maximilien Sforza
- Mathieu Ier Visconti
- Otton Visconti
- Uberto Visconti
- Cicco Simonetta
- Mario Sironi
- Ettore Sottsass
- Saul Steinberg
- Stendhal
- Giorgio Strehler
- Ildefonso Schuster
- Renata Tebaldi
- Théodose
- Giuseppe Terragni
- Arturo Toscanini
- Filippo Turati
- Franca Valeri
- Giuseppe Verdi
- Giovanni Battista Crespi
- Inge Feltrinelli
- Gianni Versace
- Alessandro Verri
- Pietro Verri
- Barnabé Visconti
- Filippo Maria Visconti
- Gian Galeazzo Visconti
- Luchino Visconti
- Matteo Visconti
- Ottone Visconti
- Elio Vittorini
- Alessandro Volta
- Marco Zanuso
- Bernardo Zenale
- Franciscus Quaresmius
- John Carradine
- Andrea Carlo Ferrari
- Vincenzo Monti

### Personnalités mortes à Milan
- Gellio Coronaro
- Emilio Pizzi

## Blasonnement et héraldique
D'argent à la croix de gueules.

## Administration
| Période                                  | Période          | Identité           | Étiquette | Qualité                 |
| ---------------------------------------- | ---------------- | ------------------ | --------- | ----------------------- |
| 13 septembre 1944                        | 24 janvier 1945  | Giuseppe Spinelli  | PFR       |                         |
| 27 avril 1945                            | 25 juin 1951     | Antonio Greppi     | PSI       |                         |
| 25 juin 1951                             | 21 janvier 1961  | Virgilio Ferrari   | PSDI      |                         |
| 21 janvier 1961                          | 13 janvier 1964  | Gino Cassinis      | PSDI      |                         |
| 17 février 1964                          | 13 décembre 1967 | Pietro Bucalossi   | PSDI      |                         |
| 13 décembre 1967                         | 12 mai 1976      | Aldo Aniasi        | PSI       |                         |
| 12 mai 1976                              | 21 décembre 1986 | Carlo Tognoli      | PSI       |                         |
| 21 décembre 1986                         | 18 janvier 1992  | Paolo Pillitteri   | PSI       |                         |
| 18 janvier 1992                          | 11 mars 1993     | Giampiero Borghini | PSI       |                         |
| 11 mars 1993                             | 21 juin 1993     | Claudio Gelati     | –         | Commissaire préfectoral |
| 21 juin 1993                             | 12 mai 1997      | Marco Formentini   | LN        |                         |
| 12 mai 1997                              | 1er juin 2006    | Gabriele Albertini | FI        |                         |
| 1er juin 2006                            | 1er juin 2011    | Letizia Moratti    | FI        |                         |
| 1er juin 2011                            | 21 juin 2016     | Giuliano Pisapia   | SEL       |                         |
| 21 juin 2016                             | En cours         | Giuseppe Sala      | EV        |                         |
| Les données manquantes sont à compléter. |                  |                    |           |                         |

### Communes limitrophes
Elles comprennent : Arese, Assago, Baranzate, Corsico, Peschiera Borromeo, Rho, Sesto San Giovanni, Cormano, Cologno Monzese, Bresso, Novate Milanese, Vimodrone, Pero, Segrate, Settimo Milanese, Cusago, Cesano Boscone, Trezzano sul Naviglio, San Donato Milanese, Buccinasco, Rozzano, Opera

### Évolution démographique
Habitants recensés (en milliers)

## Jumelages
- São Paulo (Brésil) depuis 1961
- Buenos Aires (Argentine)
- Birmingham (Royaume-Uni) depuis 1966
- Lyon (France) depuis 1966
- Francfort (Allemagne) depuis 1971
- Canton (Chine) depuis 1988
- Tel Aviv-Jaffa (Israël)
- Toronto (Canada)
- Alger (Algérie) depuis octobre 2015
- Montréal (Canada) depuis novembre 1996, protocole d'échange et de coopération
- Chicago (États-Unis)
- Samsun (Turquie)
- Medellín (Colombie)
- Dakar (Sénégal)
- Carthage (Tunisie)
- Belgrade (Serbie) depuis 2000, mémorandum pour un accord ville à ville.